# Історичний живопис

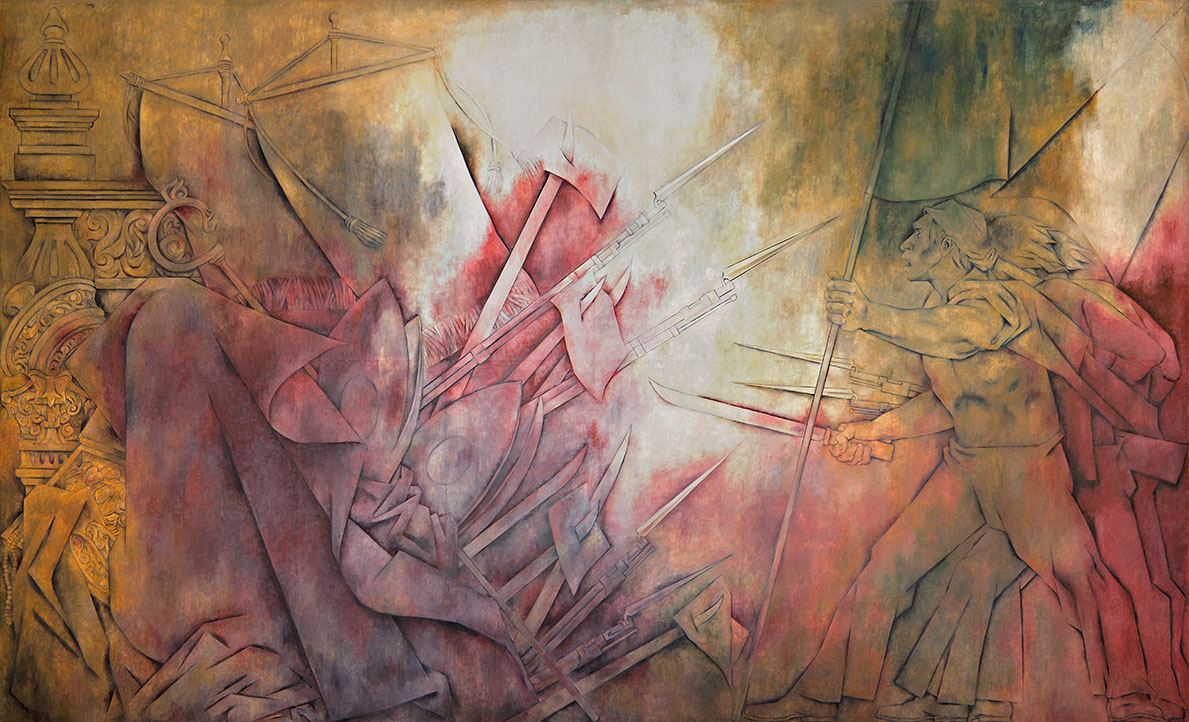
Худ. Фернандо Кастро Пачеко, Мексика. «Війна за реформу», картина-стінопис в Керетаро.

Мітинг на площі біля Верховної Ради України. Київ, 24 серпня 1991. (Центральний державний кінофотофоноархів України)

Історичний живопис або ширше Історичний жанр — важливий жанр живопису, спеціалізований на зображенні значущих для окремого народу чи людства подій минулого.

## Загальна характеристика

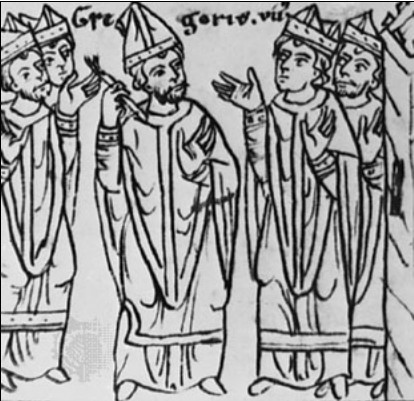
Отто Фрайзинге, «Літопис світу»: «Дискусія папи та німецького імператора Генріха IV щодо продажу церковних посад» (поряд мініатюри «Втеча папи римського Григорія VII з Риму 1084 року»(верхній малюнок), «Вигнання та смерть Григорія VII в Салерно» (1085, не показані), до 1185 р., Йена, университет Тюрінгії, Німеччина.

Історичний жанр має повчальний, пропагандиський, патріотичний чи дидактичний характер і міняє власне ідеологічне навантаження згідно панівних ідей в окремий історичний проміжок (на нього впливають міфологічна свідомість, релігійний фанатизм, революційний класицизм, реформаторство, мілітаризм, тоталітаризм тощо). Практично завжди історичний жанр обслуговував потреби самоідентифікації, а в добу виникнення суспільств і держав — обслуговував потреби влади, панівної еліти(сенат в республіканському Римі, уряди римських пап, бонапартизм, фашизм в Німеччині, тиранів, монархів при переході до монархічних типів правління державами.
Історичний живопис, можливо як ніякий інший, надто залежний від типу державного управління (республіка, імперія, конституційна монархія) та конкретної політичної ситуації, відбиває смаки панівної еліти та уподобань художників-авторів — в першу чергу політичних, естетичних, філософських, протестних.
Таким чином, історичний жанр і історичний живопис як такий повернутий до конкретного сьогодення. Розбіжності в оцінках минулих подій можуть мати значний діапазон і відбивають боротьбу і коливання стану політичних партій (християнство катакомбного періоду і християнство доби панівної державної релігії, історичний жанр доби кризи і років суспільного піднесення). Історичний жанр несе відбиток уподобань переможців чи програвших, що неминуче відзначається на оцінках і ставленні до спадку минулого, в прагненні зміцнити власні позиції будь що чи знизити авторитет супротивників за всяку ціну (масове знищення пам'яток античної культури християнами, масове знищення пам'яток цивілізацій доколумбової Америки іспанцями-католиками, Реформація і Контрреформація між прибічниками католицизму і протестантизму, медалі ганьби, масове нищення пам'яток минулого в революцію 1789–1793 рр., нищення в фашистській Німеччині альтернативного мистецтва, переведеного в стан «дегенеративного», масове нищення пам'яток доби російського царату більшовиками).
Якщо більшість нинішніх жанрів склалась в XV—XVI ст., історичний жанр має глибоке історичне коріння, відоме ще в мистецтві Стародавнього Єгипту, цивілізації мая чи Китаю. Але до живопису і рельєфів доби середньовіччя традиційно термін «історичний жанр» в мистецтвознавці не використовують, що неправильно. Зразки історичного жанру в європейському і неєвропейському середньовіччі були створені, особливо в країнах, де середньовіччя утримало позиції до XVII—XVIII ст. (арабські країни, Московія, Китай, Японія, колонії Іспанії і Португалії в Латинській Америці).

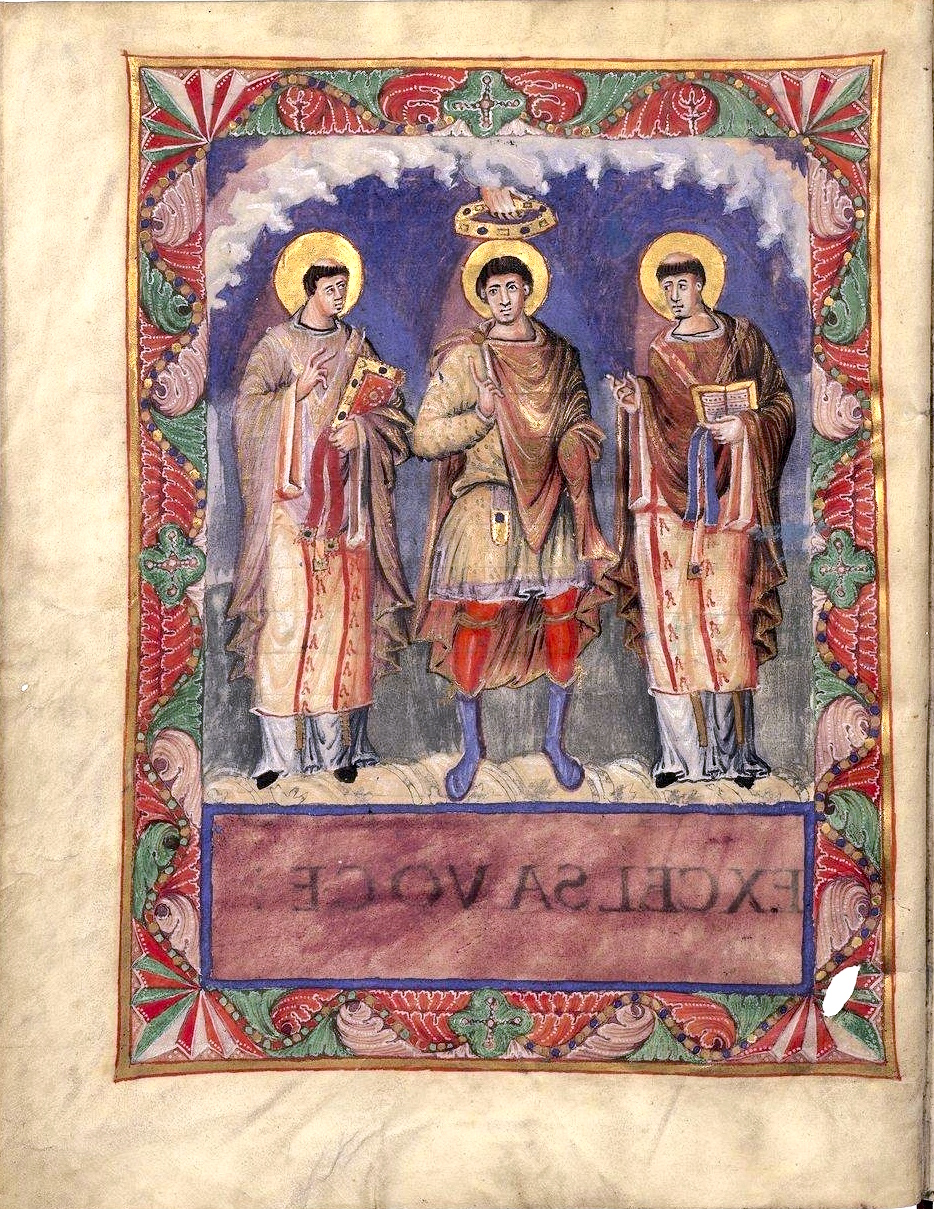
Рукопис XI ст., мініатюра  «Карл Великий з папами Геласієм I і Григорієм». Національна бібліотека Франції, Париж.
Король на будівництві храму. Мініатюра із англійського рукопису «Житіє Св. Оффара», до XIV ст.
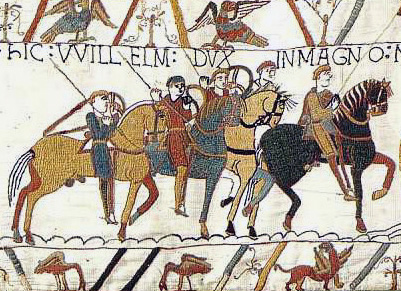
«Баталія при Гастінгсі». Гобелен з Байо, XI ст.
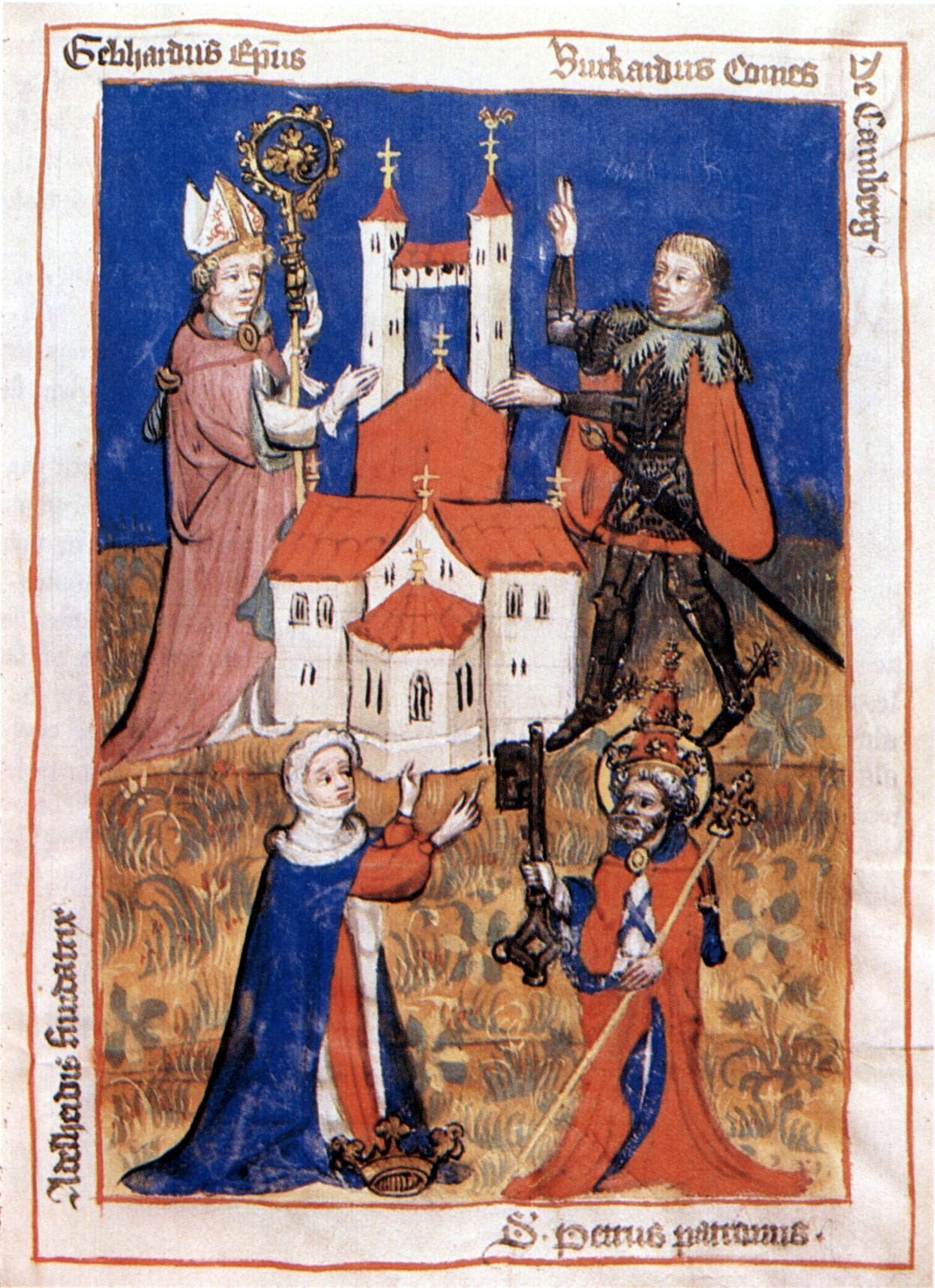
Мініатюра «Єпископ Регенсбурга Гебхард III засновує монастир Ехрінгер», Німеччина, 1420 р.

В періоди прискореного суспільного розвитку історичний жанр обслуговує потреби суспільств в реформах, в суспільних зрушеннях чи революційних зламах і радикальних перебудовах (революційний класицизм Франції 1789–1793 рр., агітаційна порцеляна і плакат більшовицького СРСР, монументальний живопис Мексики першої половини XX ст. тощо).
Історичний жанр зовсім не обмежений тільки живописом, тим більше живописом олійними фарбами. Історичний жанр за століття власного існування і розвитку відбився в рельєфах Стародавнього Єгипту і Стародавнього Риму, Ассирії та Індії, в стелах і рукописах мая, в мініатюрах Візантії і могольської Індії (доби її арабського захоплення), у фресках італійських митців доби Відродження, в барокових композиціях XVII ст. та гобеленах Фландрії і Франції, в графічних циклах, картинах і скульптурах Нової доби.
У XX ст. до історичного жанру додались фотодокументи і кінодокументалістика.

## Палета фараона Нармера

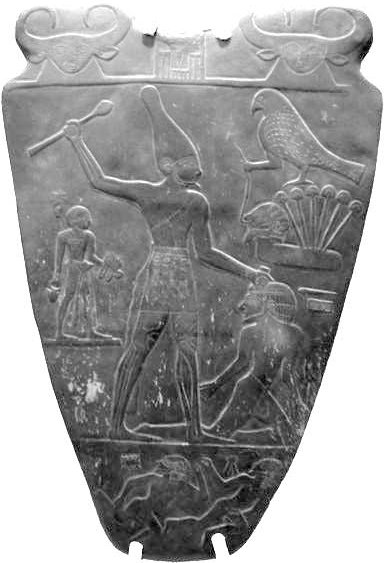
Палета фараона Нармера, шифер, аверс, 4 тисячоліття до н.е, Каїрський єгипетський музей.

Палета фараона Нармера — унікальна пам'ятка-рельєф з історичними сценами 4 тисячоліття до н. е. Мета її створення — закарбувати в пам'яті сучасників і нащадків перемогу царя Півдня (фараона Нармера) над мешканцями північних районів Стародавнього Єгипту. Дослідники також рахують це рельєфне панно серед перших пам'яток, де мистецтво Стародавнього Єгипту постає в своїх характерних і вже вироблених формах. З фараона Нармера, котрому вдалося поєднати військовим захопленням землі долини Нілу (південні і північні) в єдину державу, починається період династичного правління Єгиптом.
Палета має форму щита і зображення з обох боків. Подано п'ять сцен, в чотирьох із яких скульптор веде розповідь про перемогу фараона. На аверсі — величний фараон в короні південного Єгипту, практично втілення Бога, убиває полоненого з півночі. Сцена подана цілком реалістично. Цей рельєф головує на аверсі. Під ним — дві малі постаті мешканців Півночі, які з жахом тікають від переможця.
Більше символіки на зворотному боці. Верхня сцена знову подає величного фараона, але вже в короні Північного Єгипту, бо приєднання території стало фактом. Фараон разом із вельможами і вояками з прапорами іде роздивитися гори убитих мешканців Півночі з відрубаними головами. Сцену трактують як урочистості з приводу перемоги. Умовність та символіка притаманні найнижчій сцені, де фараон постає в образі могутнього бика, котрий руйнує ворожу фортецю. Розгадка абсолютно символічної сцени посередині з довгошиїми левицями та їх приборкувачами нині втрачена.
Кожна сцена на панно має закінчений сюжет, з підкресленою величчю подано верховенство фараона, що дорівнює Богу. Водночас всі сцени пов'язані одна з іншою загальною програмою меморіальної пам'ятки. Важливі події подані одна під другою, як це буде століттями практично на всіх рельєфах чи фрескових циклах в мистецтві Стародавнього Єгипту. Невелика за розмірами палета (висотою 64 см) не завадила скульпторові вдало відтворити пропорції людського тіла і навіть частково подати м'язи фігур, реалістично подати тварин, історично точно відтворити корони. Водночас збережена і підкреслена соціальна зверхність фараона, величного, як живого Бога поряд із мізерними вояками та полоненими. На аверсі присутній і бог Гор у вигляді Сокола, котрий подає фараону мотузку від шиї полоненого мешканця Півночі. Гор сидить на рослинах, що символізують Північні землі, і власним жестом ніби сприяє в військовій справі фараону Нармеру.
Обличчя фараона ще не має точної портретності. Але всім обличчям на рельєфах надані індивідуальні риси (символічна борідка фараона, широкі бороди мешканців Півночі, різниця в зачісках). Сміливо введені деталі, реалістичні чи символічні (відрубані голови переможених, посуд, військові прапори, умовні мури фортеці), не перешкоджають ясності композиції і переможному характеру пам'ятки.

## Італія доби Відродження

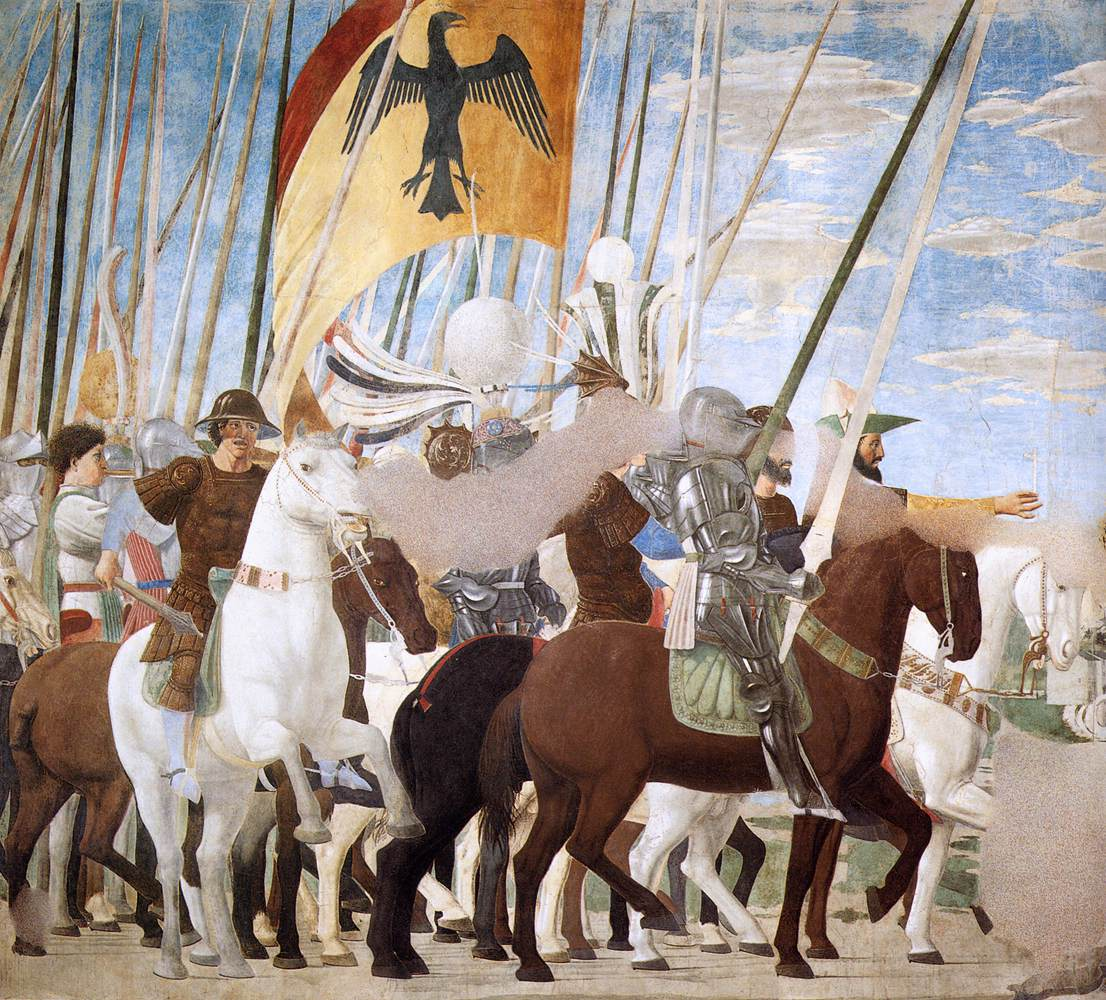
П'єро делла Франческа. Історична композиція «Перемога імператора Костянтина над Максенцієм». Базиліка Сан Франческо, Ареццо.

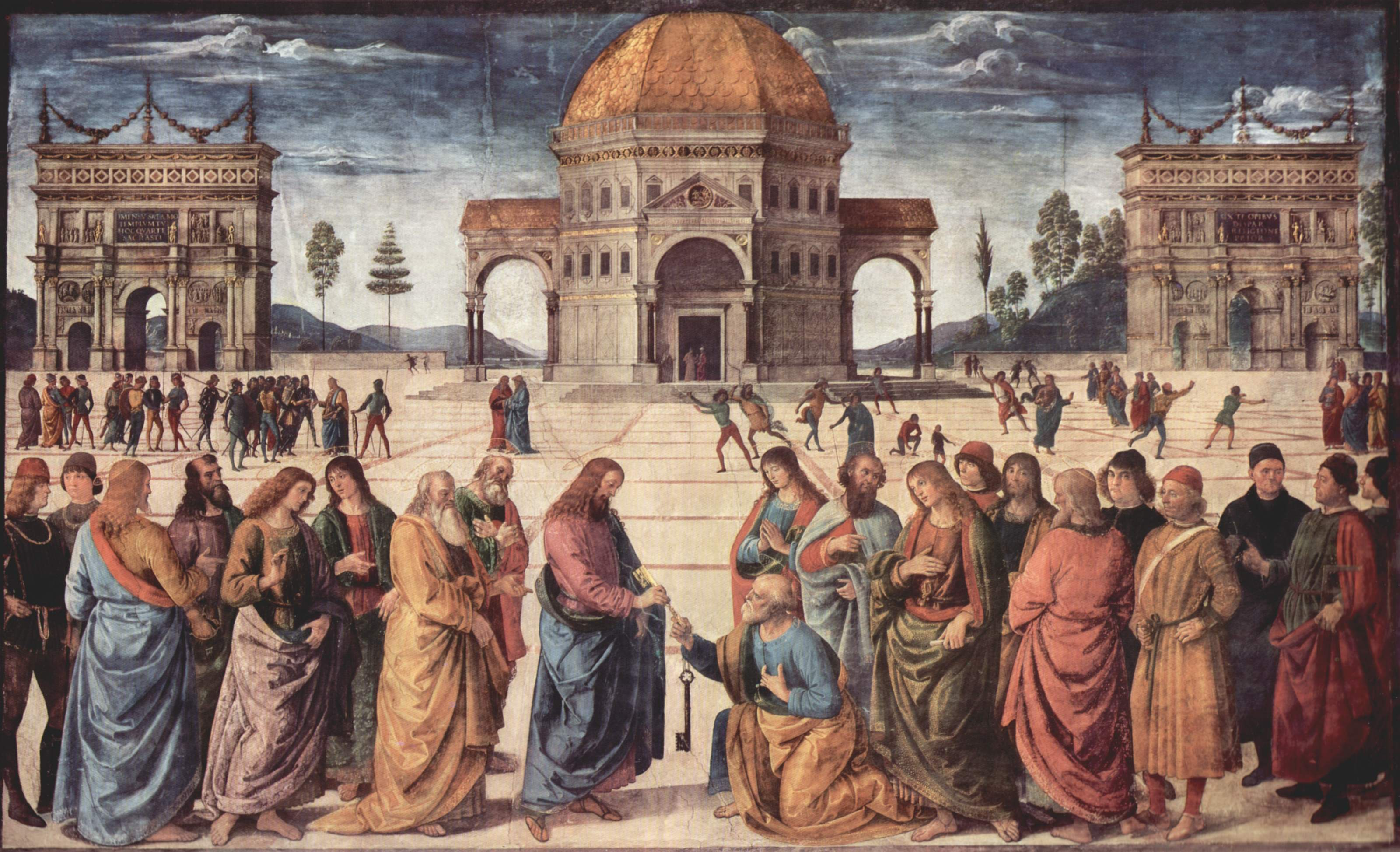
Перуджино, Сикстинська каплиця, « Христос передає ключі від раю Апостолу Петру».

Відродження виникло, по-перше, на ґрунті досягнень середньовічної цивілізації, зокрема, періоду пізнього середньовіччя, коли феодальне суспільство досягло найвищого розвитку і зазнало великих змін. У XIV—XV ст. відбувалося швидке піднесення економіки і культури міст Італії та Нідерландів, з'явилися нові технічні винаходи (друкарський верстат, компас, артилерія та ін.), розвинулося кораблебудування і мореплавство, зроблено великі географічні відкриття. На цей період припадає початок інтенсивного книгодрукування. У царині культури посилюється боротьба за звільнення філософської думки від догматів церкви, з'являються нові знання і течії, які не вкладалися в середньовічну філософсько-богословську систему і потребували реформ.
Усі ці явища готували підґрунтя для прогресивного перевороту, яким і стало Відродження. Проте, світоглядний переворот не був універсальним, він не охоплював соціально-економічні чинники і в основах феодального ладу суттєво нічого не змінював. Визнаючи міць католицької церкви, низка італійських гуманістів намагалась також зблизити позиції античної філософії і католицизму. компромісно поєднати їх.
Другим чинником, який відіграв величезну роль у становленні і розвитку культури Відродження, була давньоримська античність (здебільшого давньоримська архітектура, нумізматика та медальєрне мистецтво, література, перекладена з грецької та арабської мов на латину). Звідси пішла і назва доби, її культурні діячі спромоглися відродити античну спадщину і надати їй великого практичного значення в культурі.
Слід згадати, що середньовіччя також зверталося до античності, особливо з XII ст., але успадкувало від неї лише окремі елементи. В нову добу, добу Ренесансу, засвоєння античності мало зовсім інший характер, бо її відродження стало метою і сутністю нової культури. Античність сприймалася як найвищий авторитет, ідеал людської досконалості, у світлі якого оцінювалася сучасність і її звершення. Найсильніше античність в добу відродження вплинула на освіту, філософію, архітектуру, образотворче мистецтво і літературу Західної Європи. Низка країн відродженням охоплена не була (Московія, Китай, Японія, арабські країни, Африка).
Теоретичне підґрунтя звеличення історичного живопису заклав в трактаті «Della Pictura» 1436 року ще Леон-Баттіста Альберті (1404—1472). Бо вважав історичні картини найшляхетнішим жанром через його важкість в опануванні і в відтворенні. Адже історичний живопис відтворював колишні події в візуальних формах і виховував глядачів, переносячі їх свідомість в минуле, трактоване як героїчне.. Настанови Альберті стають своєрідним законом. Престижність історичного живопису була діяльно підтримана світськими і церковними князями, що яскраво відбилось в замові флорентійським художникам батальних фресок (Леонардо да Вінчі «Битва при Ангіарі», а Мікеланджело Буонарроті — «Битва при Кашина»). Фрески з історичною тематикою постійно замовляють папи римські, прикрашаючи ще середньовічні інтер'єри приміщень Ватикана новими фресками доби відродження (Фра Анжеліко, фрески 1451 року в каплиці папи Миколая V, Пінтуріккьо, «Зала житій святих» 1490-х рр. в ватиканських апартаментах Борджа, Сикстинська каплиця, де стінописи виконали Сандро Боттічеллі, Доменіко Гірляндайо, Перуджино, Лука Сіньйореллі, Козімо Росселлі).

## Медальєрне мистецтво
XVI століття — час появи в релігійному і політичному житті Західної Європи протестантизму.
Серед найкращих майстрів-медальєрів в Німеччині були Альбрехт Дюрер, Петер Фльотнер, Генріх Рейц, Фрідріх Хагенауер. Останній здивував відтворенням в медалях своїх близьких та родичів, тоді як зазвичай медалі створювали на честь вельмож і світських чи церковних князів. Німецькі майстри широко використовували в медалях релігійні сюжети. Особливу сторінку займають медалі на політичні теми і медалі-карикатури. У добу Реформації в Німеччині виготовляли сатиричні медалі і медалі-перевертні. На одній стороні був портрет папи римського. Було досить перевернути його догори дригом — і на вас дивився диявол. Популярність таких медалей в протестантських князівствах Німеччини була шаленою.
Європейська релігійна спільнота остаточно розкололася на два табори — католицизм і протестантизм. Успіхи протестантизму були настільки значними, що породили релігійну війну на повне знищення протестантизму з боку католиків, відоме як Реформація та Контрреформація. У країнах, охоплених протестантизмом, покотилася хвиля спалень людей, іконоборства, далі — масових убивств протестантів католиками. Серед найбільш ганебних і гучних — убивство французьких протестантів (гугенотів) Варфоломіївська ніч у Парижі 1572 року та убивство 10 тис. протестантів-мешканців Антверпена вояками-католиками Іспанії. Але войовничий спротив папському Риму не завадив офіційно відійти від католицизму — Британії, Швеції, Голландії, Швейцарії, відійшла від католицизму і низка німецьких князівств.

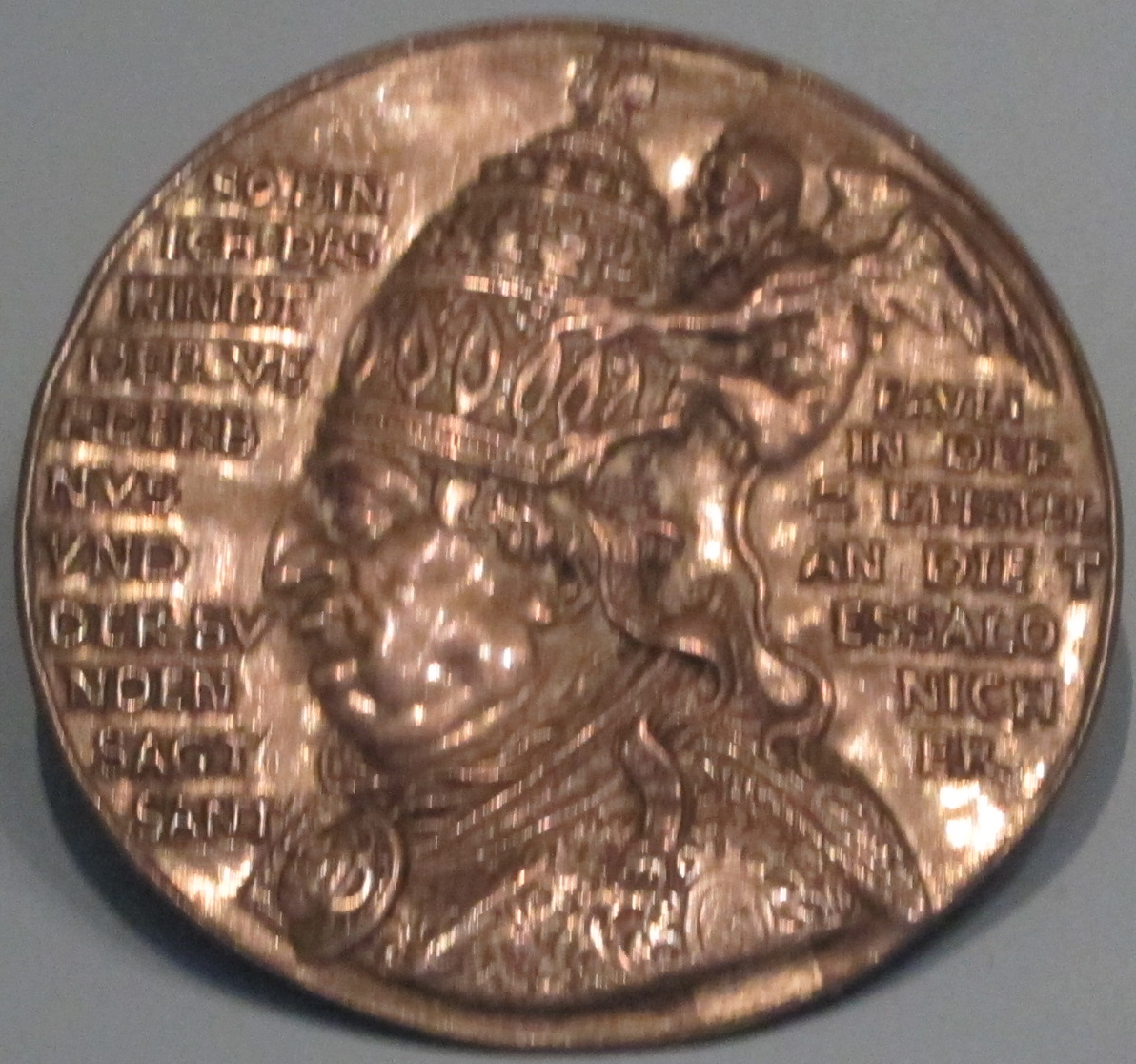
«Папа римський із дияволом на тіарі», Петер Фльотнер, середина XVI століття
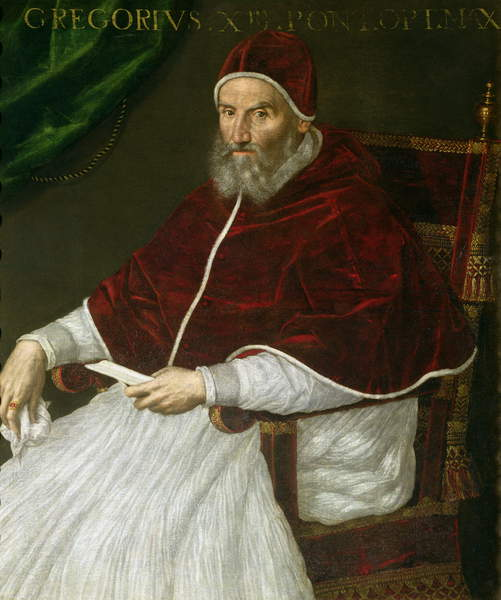
Папа римський Григорій ХІІІ
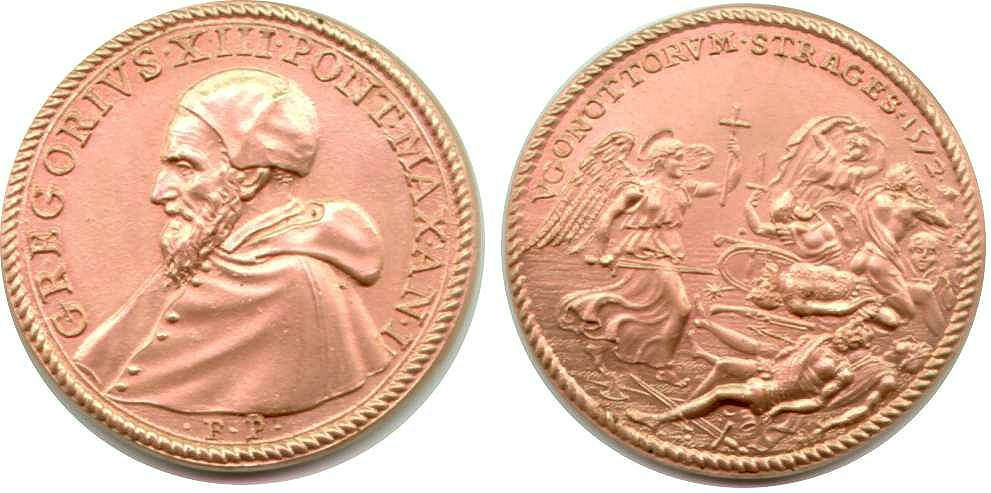
Папа і медаль

Папський Рим святкував кожну дрібну перемогу над протестантами. Залученими до цього були і майстри-медальєри. Папа римський Григорій ХІІІ наказав викарбувати медаль на честь убивства 3 тисяч протестантів Парижа у Варфоломіївську ніч. Так медальєрне мистецтво було теж залучене до релігійного і політичного життя XVI століття та до історичного жанру.

## Барокова «Велична манера»

Худ. Якопо Пальма молодший. Падіння Константинополя (1204), створено до 1610 р.

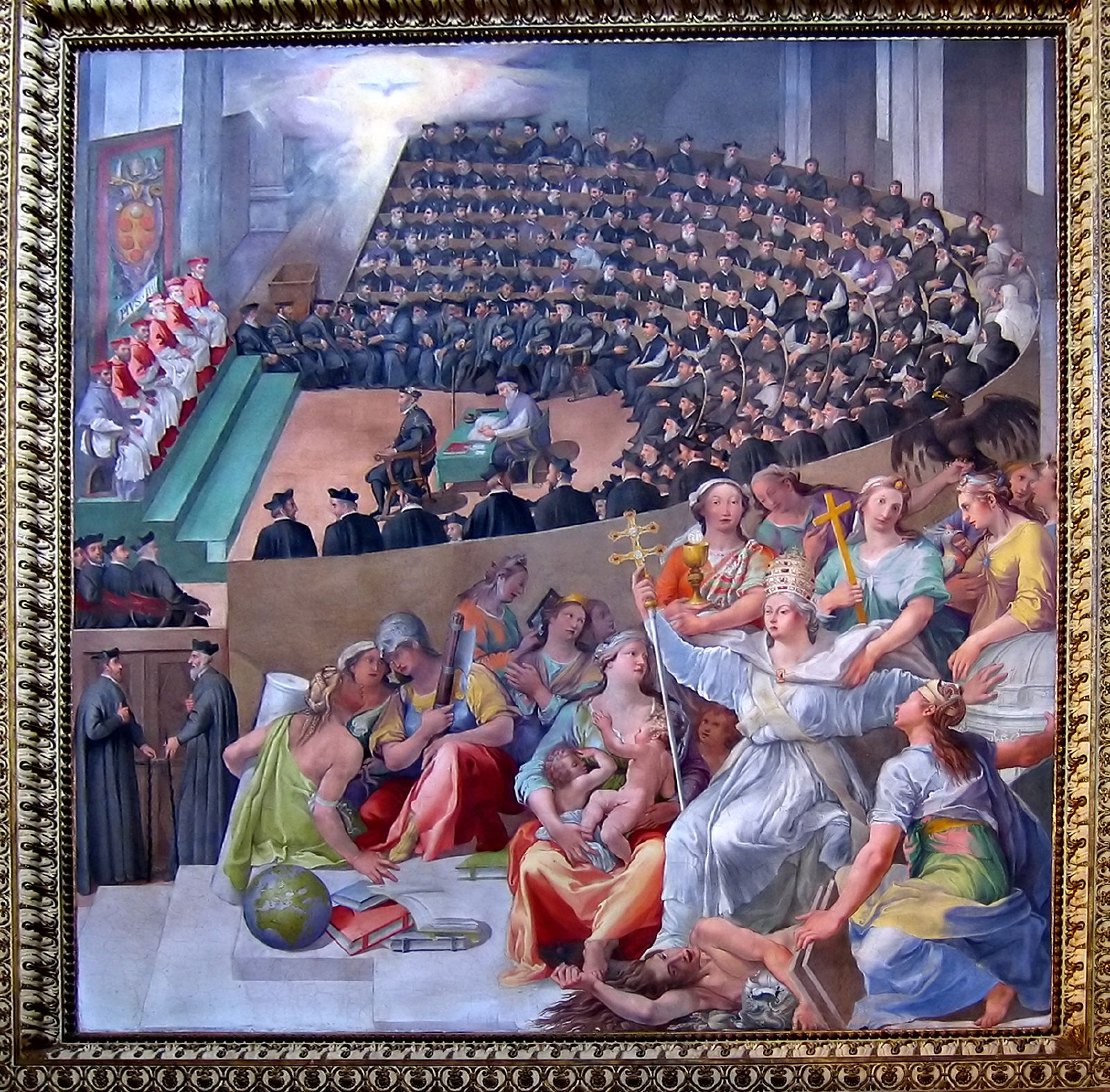
Худ. Паскуалє Каті. "Алегорія католицької церкви на тлі Триденського собору ", 1588 р.

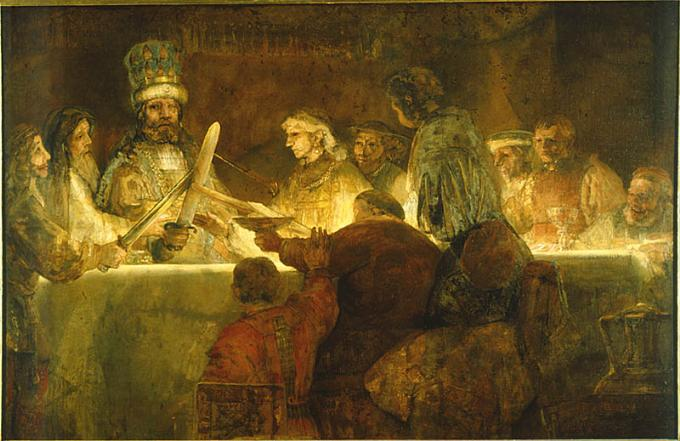
Рембрандт, 1662 р., «Заколот батавів», Національний музей Швеції, Стокгольм.

Стилістика бароко не отримала виваженої і логічно вибудованої теорії. В католицизмі, однак, запанували настанови, що Бог вже надав шляхи спасіння. Це три частини :  природа(яку створив Бог), історія людства (вигідна і підконтрольна Богу) та католицька церква (єдина установа, котра правильно пояснює події в природі і в людській історії та веде до спасіння). Тому історію треба пам'ятати і вивчати (як шлях спасіння душ), орієнтуватись на героїчні вчинки і наслідувати їм. Зупинки були визнані гріхом, як і повернення назад. Але сувора реальність і політична діяльність неодноразово закреслювали стрункі настанови теорії.
Обґрунтування стилю бароко було фрагментарним і відбилось здебільшого в ієрархії жанрів. За нею головне місце посів саме історичний живопис. До нього зарахували біблійні картини, алегорії, картини на літературні сюжети, міфологічні картини і композиції зі стародавньої історії, переважно легенд Стародавнього Риму. Головуючий стан історичний жанр зберігав майже 300 років і вважався вищою формою західноєвропейського живопису.
На нижні щаблі, відповідно, потрапили портрет, побутовий жанр, пейзаж, марина, анімалістичний жанр. Найнижчий щабель, за настановами теоретиків, відвели натюрморту. Обґрунтування виводили з біблії, бо людина — творіння Бога і має посідати головне місце в історичному жанрі, де відбивалась біблійна та людська історія. Біблію оголосили священною історією.
Ієрархію запровадили навіть в розміри картин: для історичного жанру — великі розміри, для «низьких» жанрів — малі розміри. Канонізував ці уяви в XVII ст. Андре Філіб'єн (1619—1695), офіційний історик короля Франції Луї XIV і французький історик мистецтва, більш зацікавлений в уславленні засобами мистецтва французького монарха. Канонізація настанов пізніше скалічила чимало доль митців. Бо рекрутувала їх на працю в офіційну галузь, що не відповідала їх обдаруванням, не сприяла зростанню їх творчих індивідуальностей, які нівелювала до академічних і наднаціональних штампів. Нівелюванню художніх індивідуальностей сприяли і помірковані схеми академізму, типові сюжети і композиції, умовно-історичний одяг біблійних чи історичних персонажів в ідеальному оточенні, з ідеальними фігурами, штучно очищеними від побутовості. Історичний жанр доби бароко (так звана Велична манера), незважаючи на недоліки, зберігав дидактичний, повчальний характер.
Бароко досить швидко перестало бути тільки теорією чи грою розуму естетів і стало повноцінним стилем, перейшло з теорії — в реальне і суспільне життя, в побут. Бароко почало формувати середовище міст, заміських палаців і будинків, почало формувати моди, інтер'єри, типи садів). Бароко стало життєвим оточенням людей, де йшли їх життя, їх пошуки істини і краси, їх пізнання минулого і сподівання на майбутнє. І, як кожний стиль, мало початковий період, розквіт і згасання, але різне за терміном існування в різних країнах (коротке в Британії, Голландії, Росії, досить довге — в Італії, Мексиці, Україні).
Дивним чином настанови офіційного теоретика французького класицизму розділяли і представники бароко папського Риму. Від геніальних творів Мікеланджело Буонарротті ведуть лінію барокового живопису Італії. Цю лінію підхопили римські живописці (П'єтро да Кортона, Андреа Поццо, Аннібалє Каррачі та ін.), яких всіляко підтримали церква і можновладці. Адже стиль бароко намагались монополізувати, аби воно уславило могутність і велич церковних і світських князів. Найбільш сильно монополізувати римське бароко вдалося меченосцям католицизму — ордену єзуїтів. Загрозливо поклали край індивідуальній свободі католицьких митців і настанови Тридентського собору. Надавався перелік дозволених сюжетів. Авторам залишали лише емоційність і переконливість виконання. В наказах Тридентського собору закарбували : 
| Єпископам рахувати, що зображення засобами живопису та інших мистецтв таїнств, котрі сприяють спасінням душ, також ведуть народ до церкви, навчають його пам'ятати і постійно думати про віру в Бога[10]. |
Коли переконання контрольованим мистецтвом і пишним церемоніалом не спрацьовувало, католицизм вдавася до відвертого насилля і агресії . Тим часом живопис бароко в утисках церковної цензури дедалі більше втрачав героїчні і демократичні традиції Мікеланджело заради декоративних ефектів чи формальних завдань.
Творчі зусилля художника Караваджо змінили ситуацію і сприяли народженню демократичної гілки бароко, а згодом і нової мистецької течії (караваджизм). Дві гілки італійського бароко (Велична манера і караваджизм) співіснували і впливали одна на одну. Обидві знайшли прибічників як в Італії, так і в країнах за Альпами. Іншу, неіталійску наповненість отримав і історичний жанр цих країн, наближений до реалізму і позбавлений крайнощів римського бароко чи болонського академізму (Дієго Веласкес «Капітуляція міста Бреда», 1635 р., Рембрандт «Заколот батавів»). А виникнення і зміцнення нових мистецьких центрів в Голландії, Франції, Фландрії зменшувало художній, ідеологічний і політичний диктат папського Риму навіть в самій Італії (Неаполітанська школа живопису, Венеційська школа).

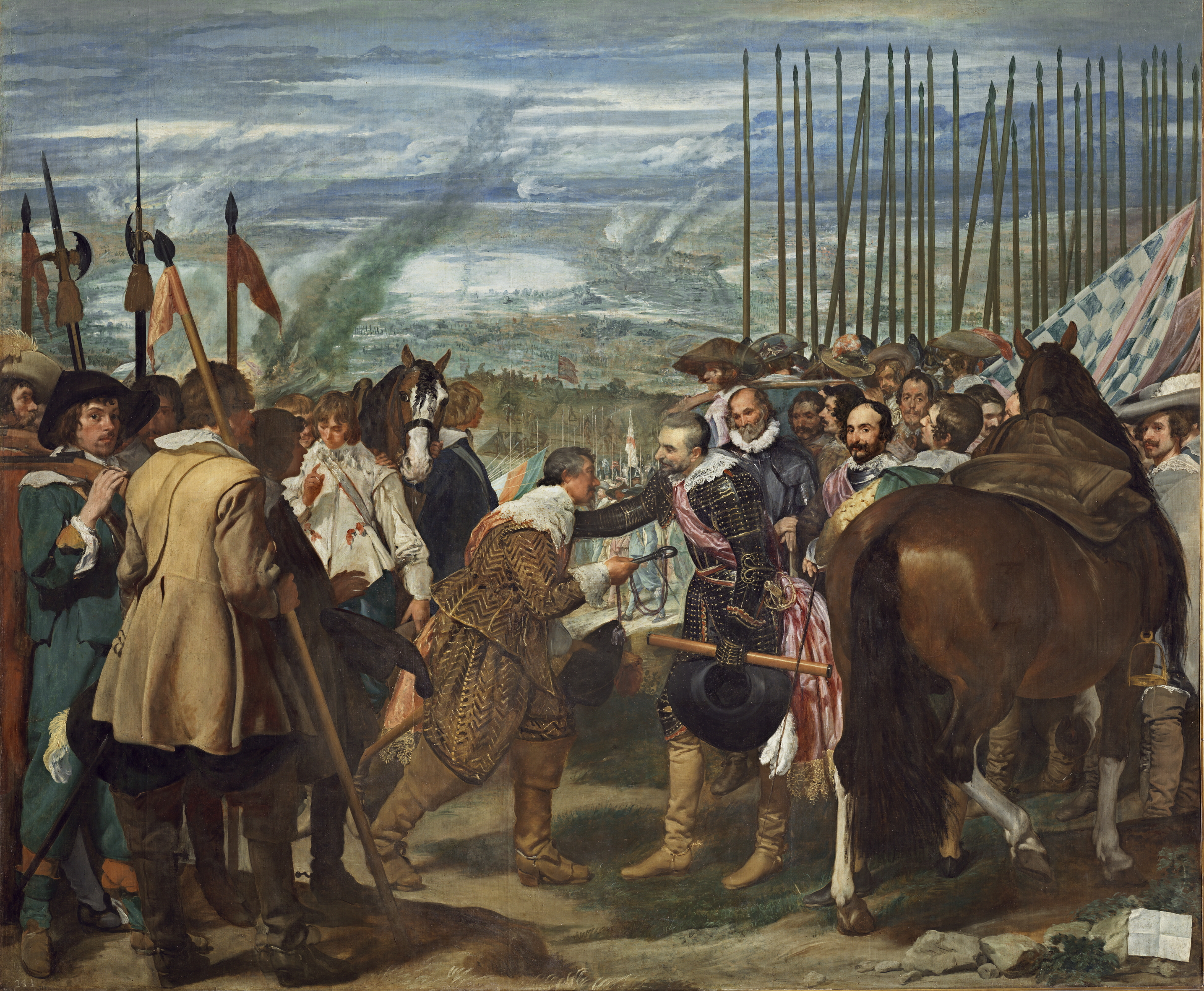
Худ. Дієго Веласкес, «Капітуляція міста Бреда», 1635 р.
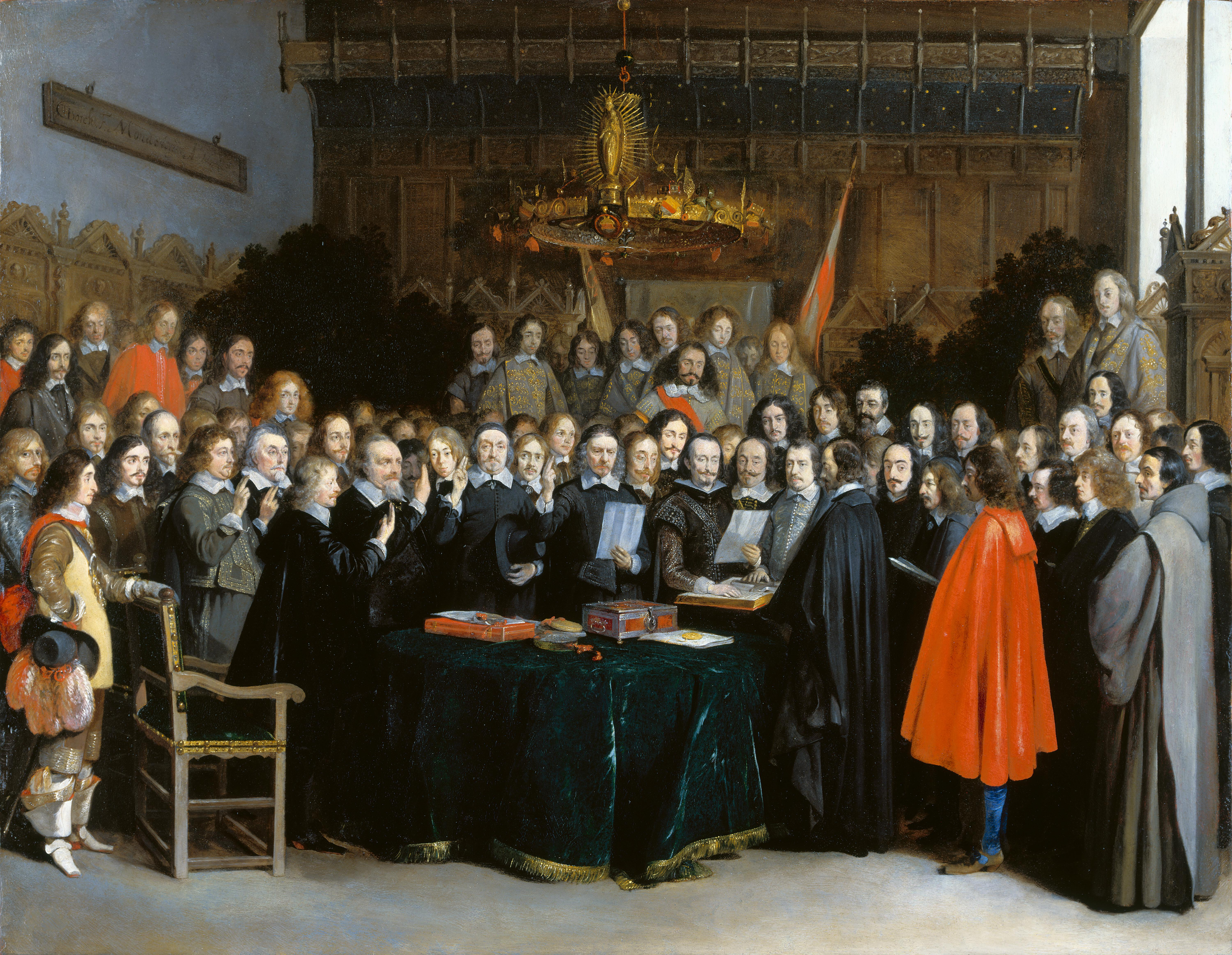
Герард Терборх. «Ратифікація мирної угоди в Мюнстері 1648 року», Державний музей (Амстердам).

## Доба революційного класицизму

Жак-Луї Давід. «Присяга депутатів Національного зібрання в залі для гри в м'яч не розходитись, поки не приймуть нову Коституцію», 1791 р.,

Жан-П'єр Хюе, «Захоплення Бастилії революційним народом», 1789 р., акварель, Національна бібліотека Франції.

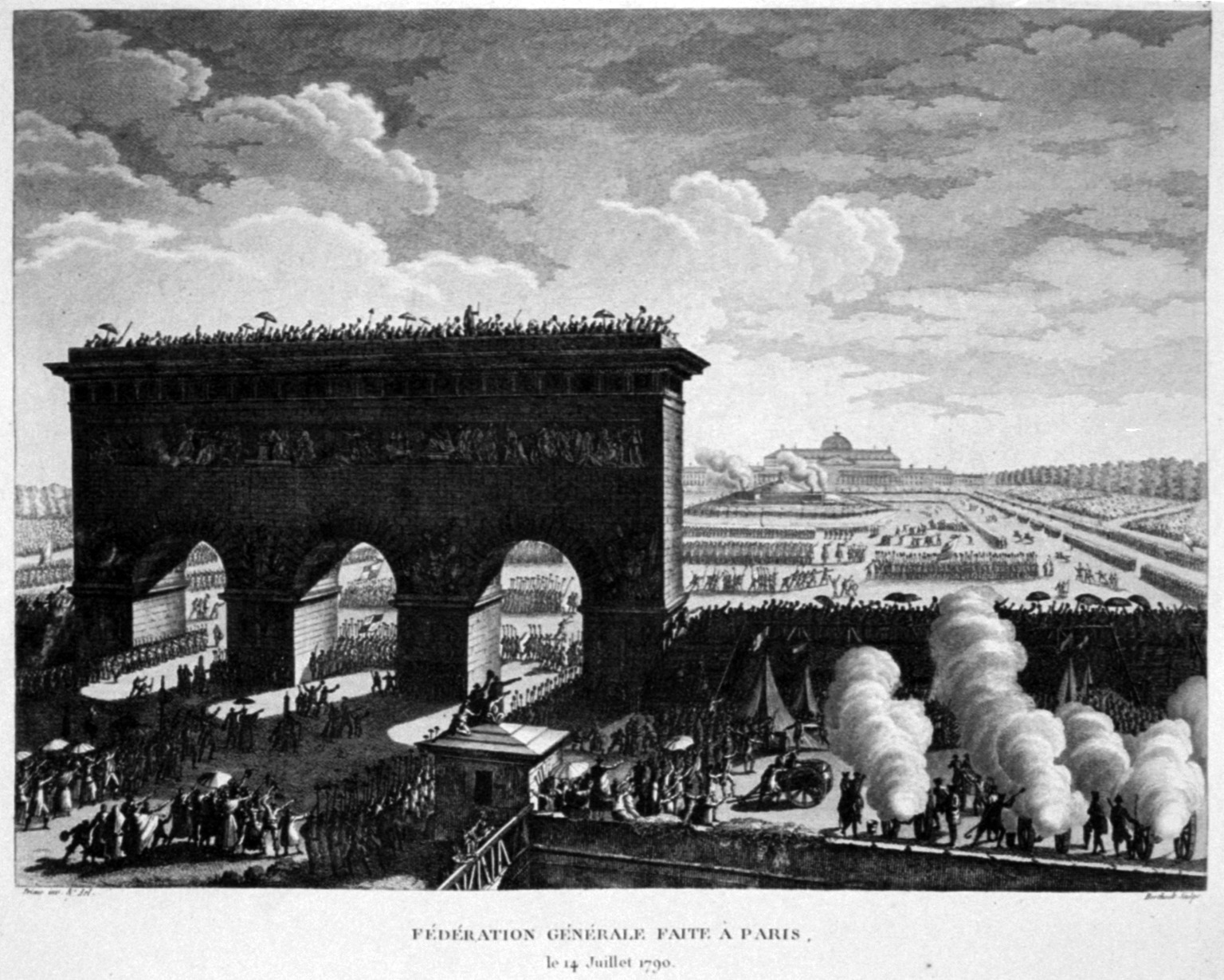
«Святкування першої річниці революції в Парижі», 14 липня 1790 року.

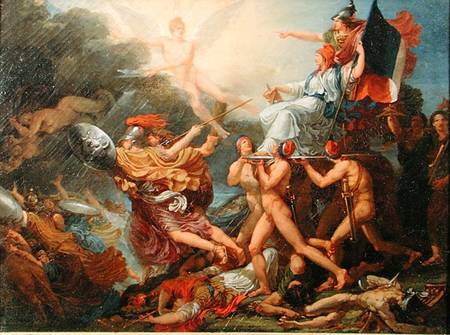
Жак Реаттю, «Французька Свобода іде світом», 1798 рік. Арль, Музей Реаттю.

Героїчну стилістику ще доімператорського, республіканського Риму художник Жак-Луї Давид, як новий мистецький лідер, і переніс в бурхливі 1789–1798 роки і підкорив її завданням і ідеалам французької революції. Художник і сам був в захваті від можливостей діяльно працювати в державному оновленні.
Революція народжувала як пафос і піднесення в тогочасних картинах, портретах і гравюрах, так і реальні трагедії. На початковій, хаотичній хвилі революції на перші позиції вийшли знедолені санкюлоти, палаючий «хмиз» революції, що розжарив всі події і вчинки натовпу. Але досить швидко виробилась нова революційна еліта, що перебрала владу на себе, як і контроль над подіями, перебрала на себе і розробку ідеологічних програм революції (секуляризація культури, введення статусу зрадників для дворян-емігрантів, конфіскації майна дворян-емігрантів, заміна культу християнського Бога на культ Вищої Істоти, дозвіл на руйнацію церковних споруд). Війна в таборі нової революційної еліти приведе до диктатури Робесп'єра і запровадженню терора, як майже єдиного засобу контролю над ситуацією та остаточного знищення політичних противників. Введення терору стало поворотним моментом як в розвитку подій французької революції, так і в її тогочасних і подальших нищівних оцінках політиків і істориків.
Людина, що не дуже розбиралась в політиці і в тогочасних політиках, художник Жак-Луї Давід прийняв французьку революцію і всіма засобами слугував їй. Він пише портрети відомих генералів, захисників революційної Франції, її убитих героїв-революціонерів, стає режисером нових, малозрозумілих загалу, революційних свят. Саме Давід чимало зробив для піднесення престижу художника, як фаху, здатного діяльно служити державі, (республіці на той час), а не вельможним особам чи монарху.
Персонажі античної історії, зокрема років давньоримської республіки, в більшості його творів стають справжнім втіленням громадянських чеснот. Через них Жак-Луї Давід затверджує настанови революції і надихає сучасників на втілення в реальності ідей і гасел революції — братерства, рівності перед законом, свободи від королівської влади тощо. Згодом давньоримські персонажі в картинах поступаються реальним героям революції, висвітлюють не давньоримську, а сучасну історію — з її запеклою боротьбою, її протиріччями, несподіванками, з її героями і її жертвами. Портрети революційних генералів у Давіда — втілення непохитності, рішучості, готовності йти до кінця в забезпеченні перемог революції. Не дарма на ефесі зброї генерала Лазаря Гоша стоїть гордовитий напис «VAINCRE OU MOURIR» («перемога або смерть»).
До політичної позиції Давіда і завдань французької революції спромоглися підтягнутися і митці, що залишались в столиці або повернулись в країну, не бажаючи підпасти під покарання через дію нового закону про зрадництво емігрантів. В країні і в революційному Парижі працювали — Жак Реаттю, Ж. Б. Грьоз, А. Вестьє, Ф. Л. Прийєр, Л.-Л. Буальї… Художниця Аделаїда Лабіль-Жияр створила низку портретів діячів революції (серед них і політичного лідера Робесп'єра), обмежившись портретною схожістю і рисами світської люб'язності. Але над пересічними, малообдарованими митцями тяжіли давно вироблені канони пізнього бароко(з його помертвілими алегоріями) і настанови рококо з бажанням подобатися глядачам — попри все. Над морем обмежених і мало талановитих митців здіймалась лише фігура Жака-Луї Давіда, що став володарем думок цілого покоління.
Була розкута і ініціатива дрібних ремісників, низових митців, граверів. Популярність отримали гравюра, карикатура та лубок, чорно-білі чи розфарбовані від руки. Адже вони не потребували довгого часу на створення, а миттєво відгукувалить на актуальні події, за якими не встигали ні консервативний живопис, ні великі жанри літератури. Гравюра, карикатура та лубок доби французької революції склали візуальну історію тогочасних подій і стали особливою сторінкою історії, незважаючи на невисокі мистецькі якості продукції.

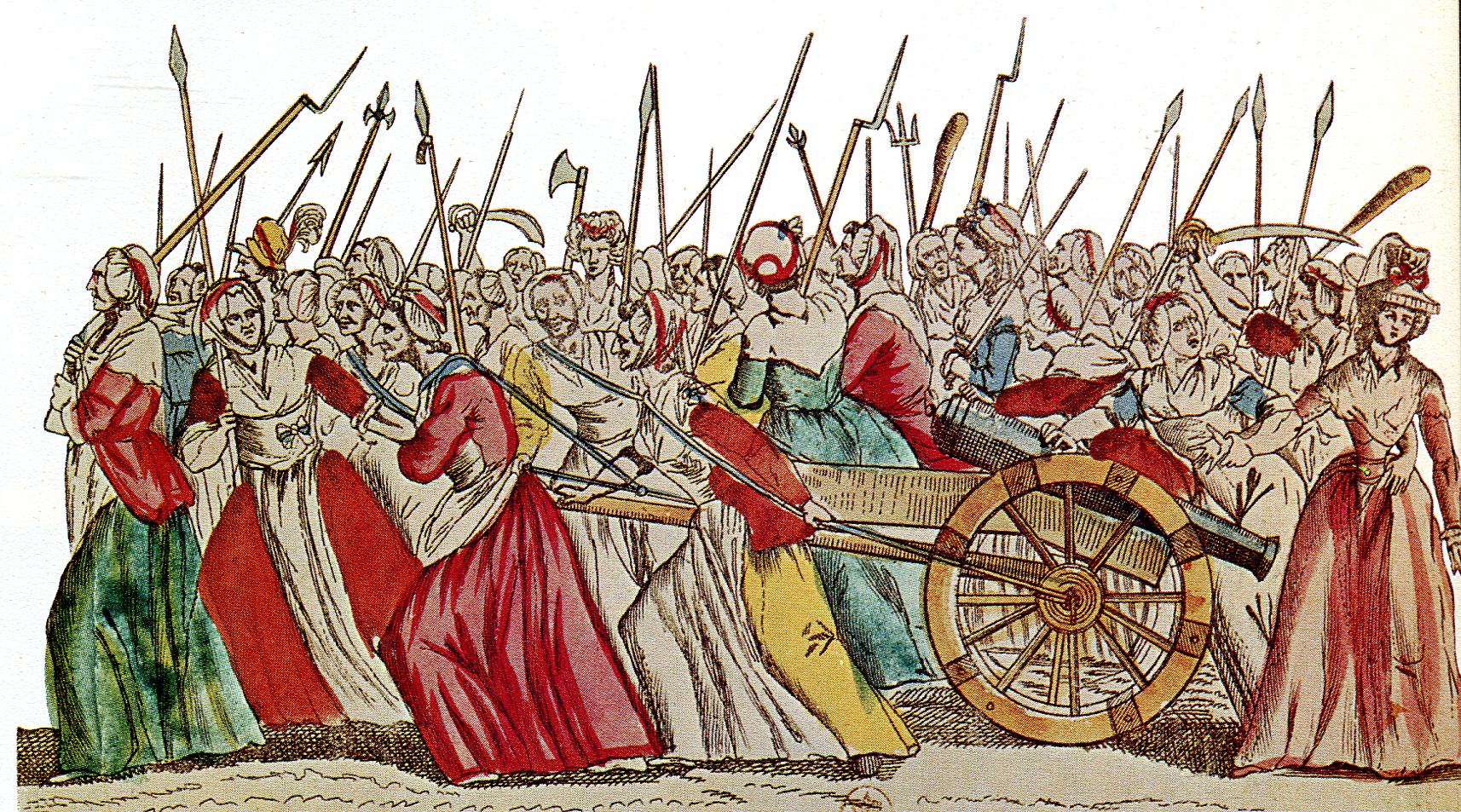
Розфарбована  гравюра «Жінки ідуть воювати Версаль 7 жовтня 1789 р.», анонімний автор
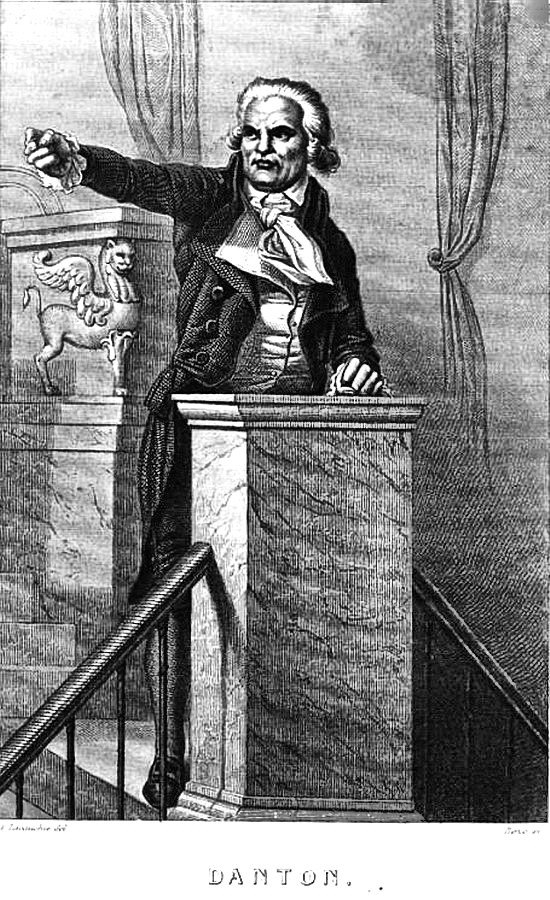
«Дантон на трибуні», анонімний автор
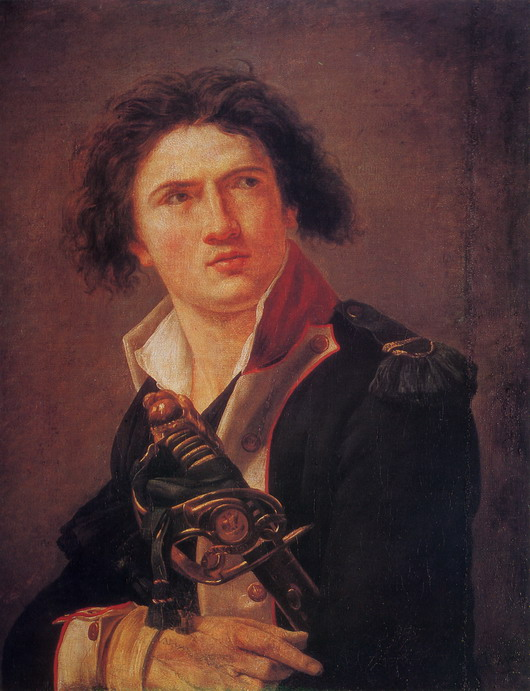
«Портрет генерала Лазаря Гоша», 1793 рік
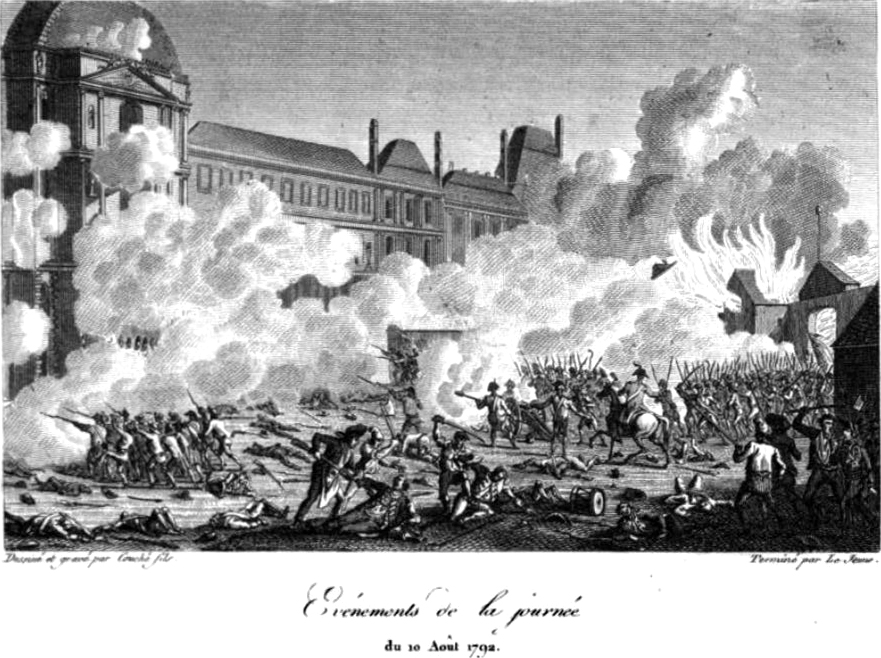
«Штурм королівського палацу Тюїльрі 10 серпня 1792 року»
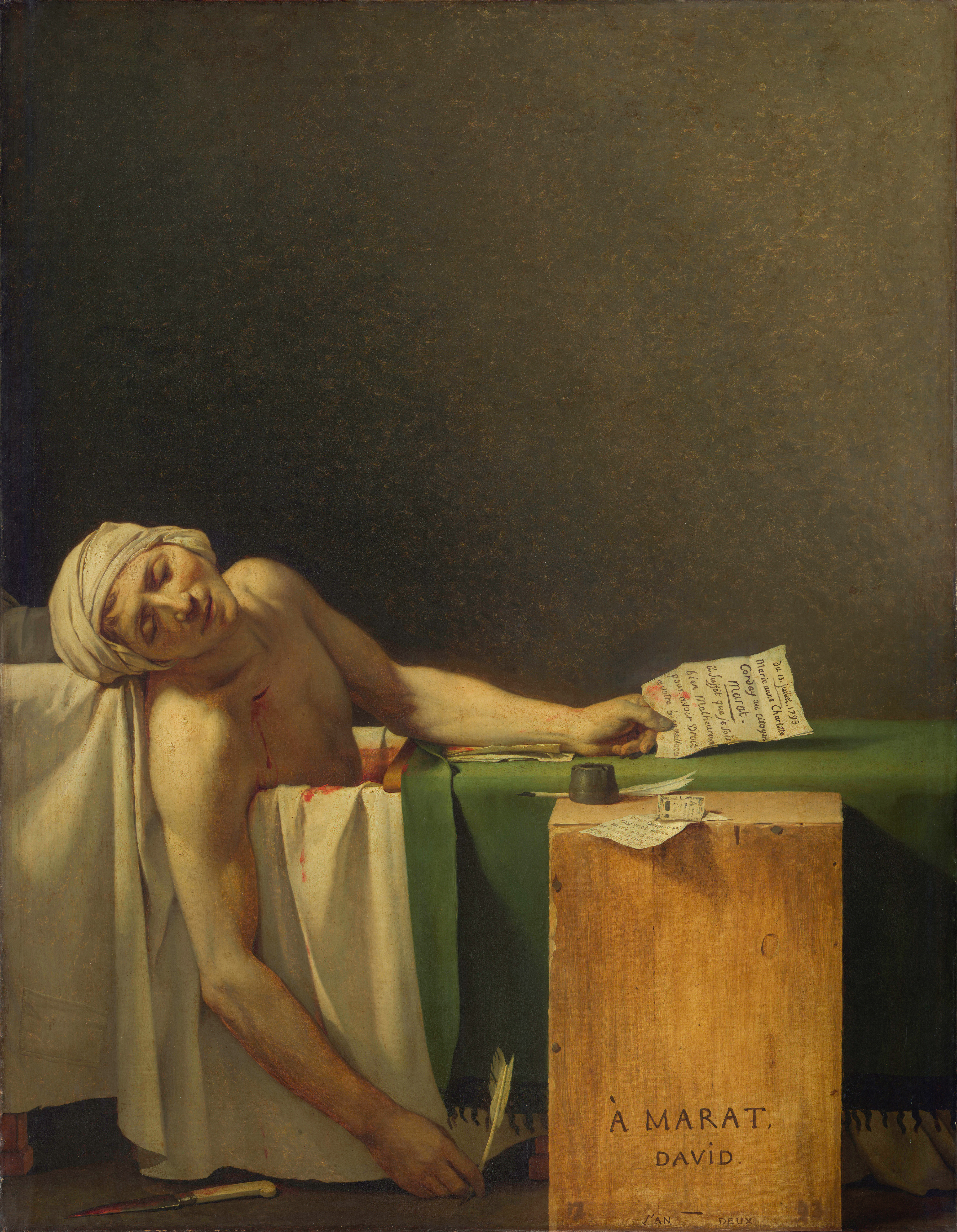
«Смерть Марата», 1793 рік, Бельгійський королівський музей
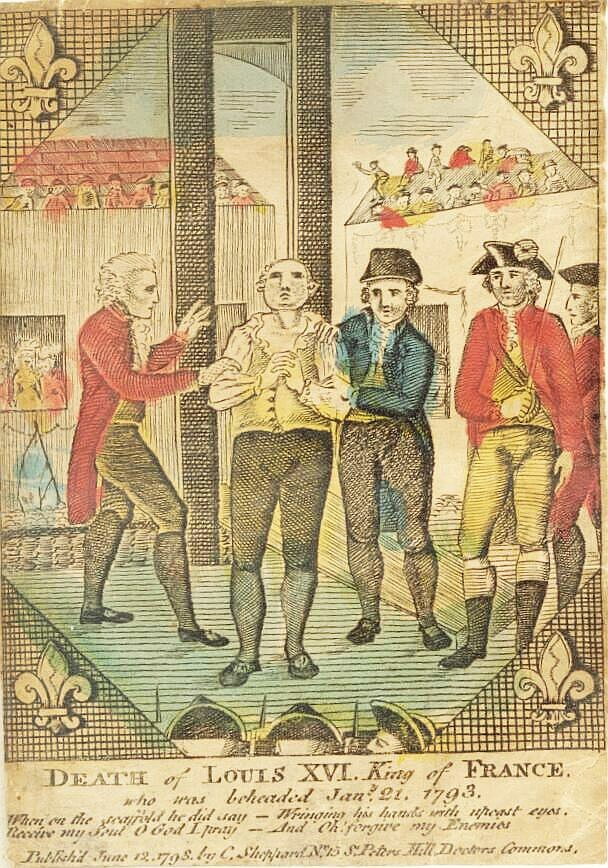
Анонім. «Страта короля Франції Луї XVI», гравюра 1798 року
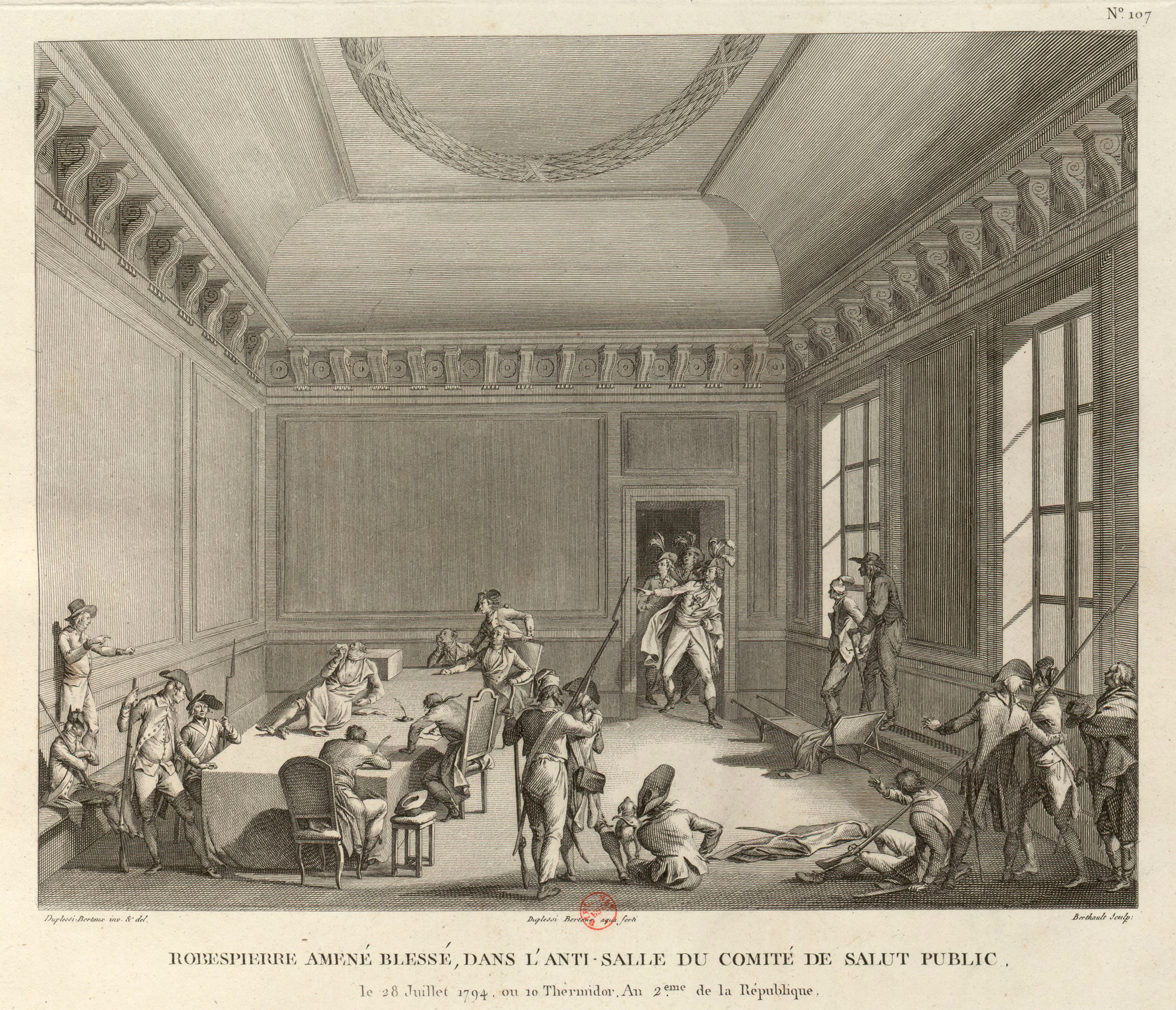
«Арешт диктатора Робесп'єра», П'єр Габрієль Берто за малюнком Жана Дюплессі-Берто, 1794 рік
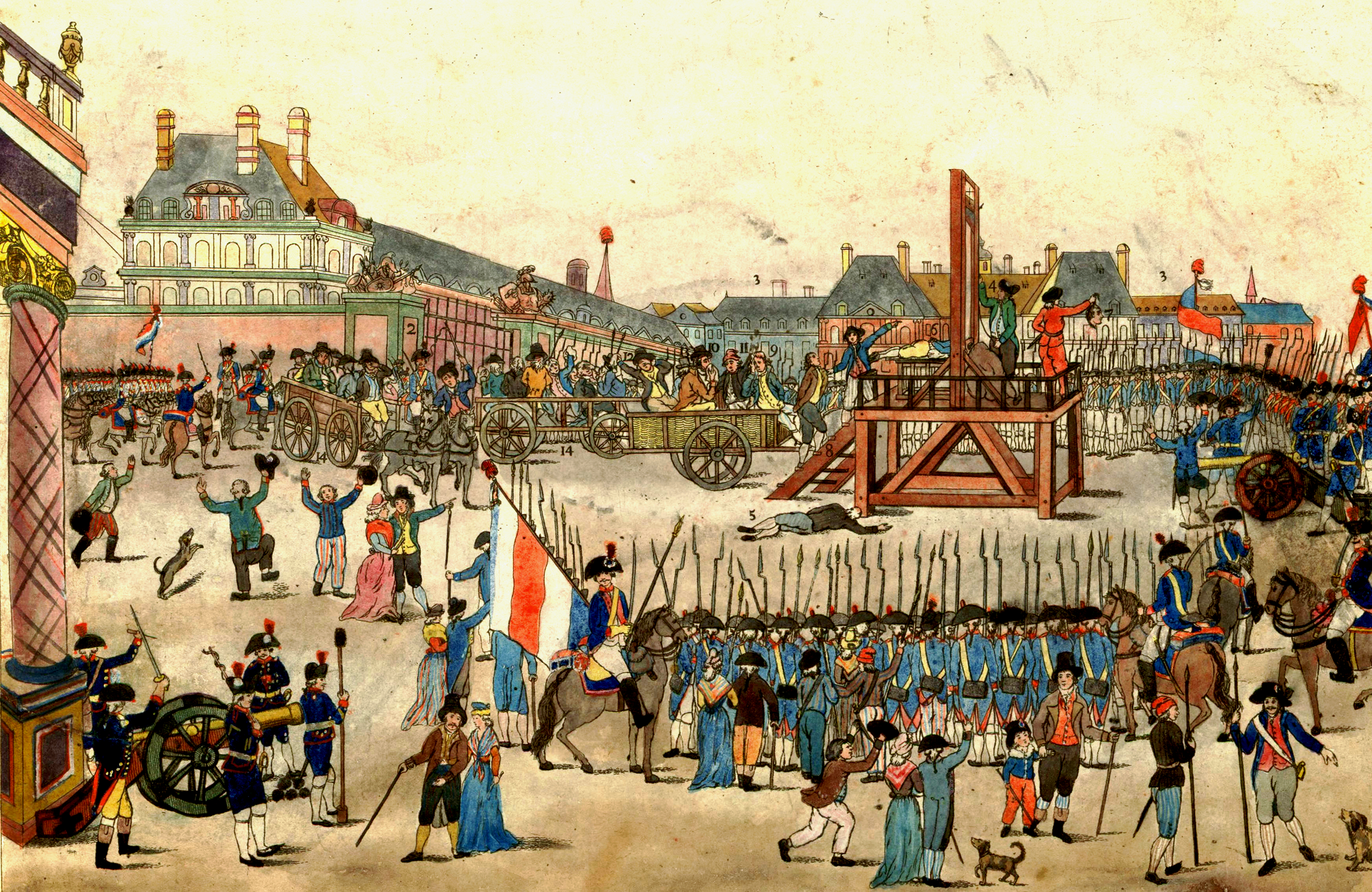
«Страта на гільйотині Робесп'єра та Сен-Жуста», анонімний автор, 1794 рік
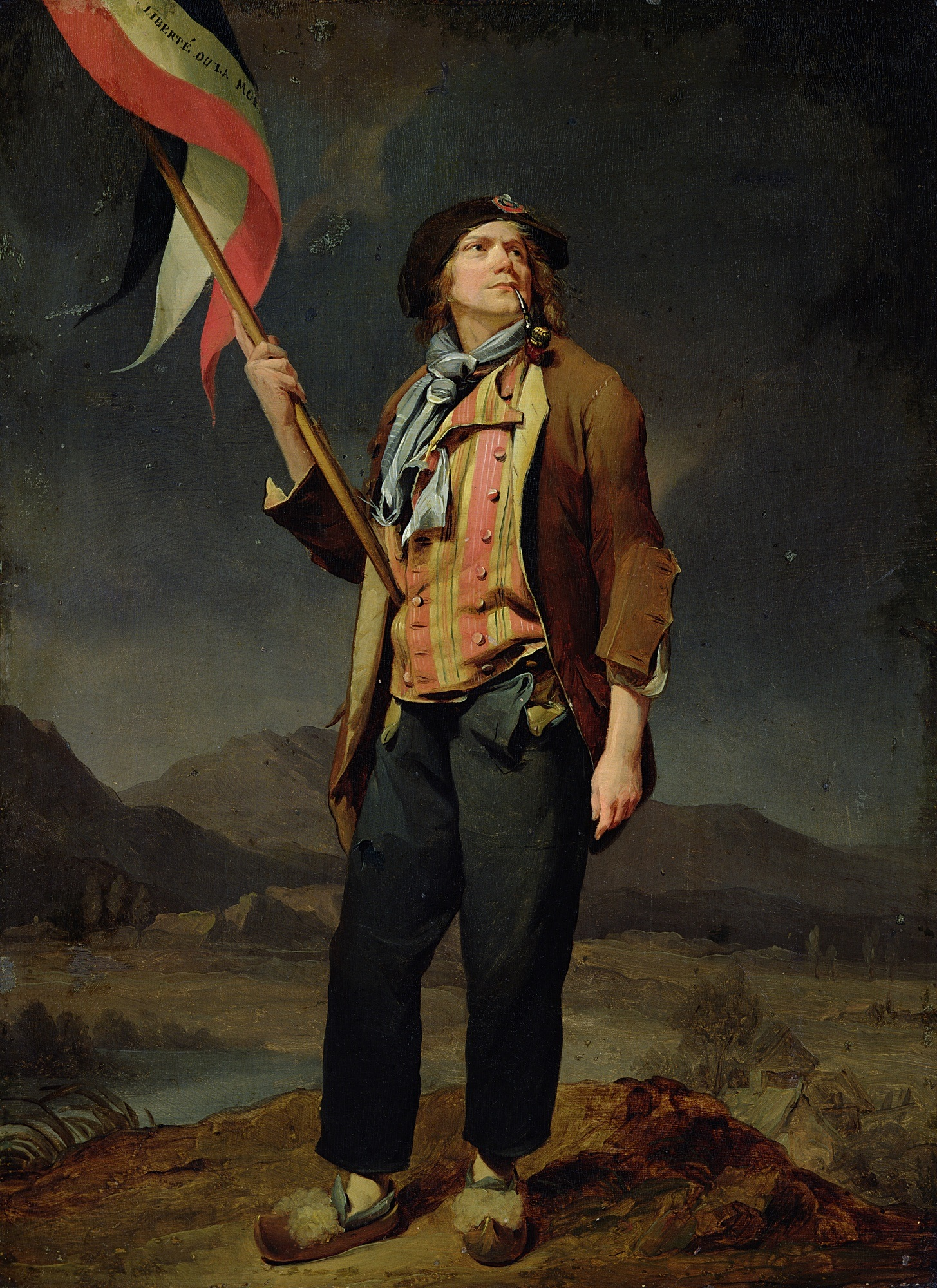
«Санкюлот», Луї Леопольд Буальї
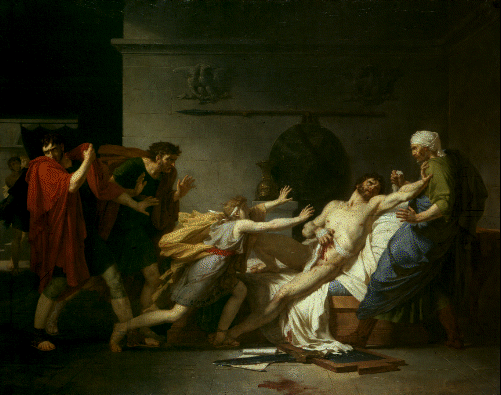
«Самогубство Катона Утичного», П'єр-Нарсіс Герен, 1797 рік

## Графічна серія Гойї «Лихоліття війни»

Франсіско Гойя, серія «Лихоліття війни»
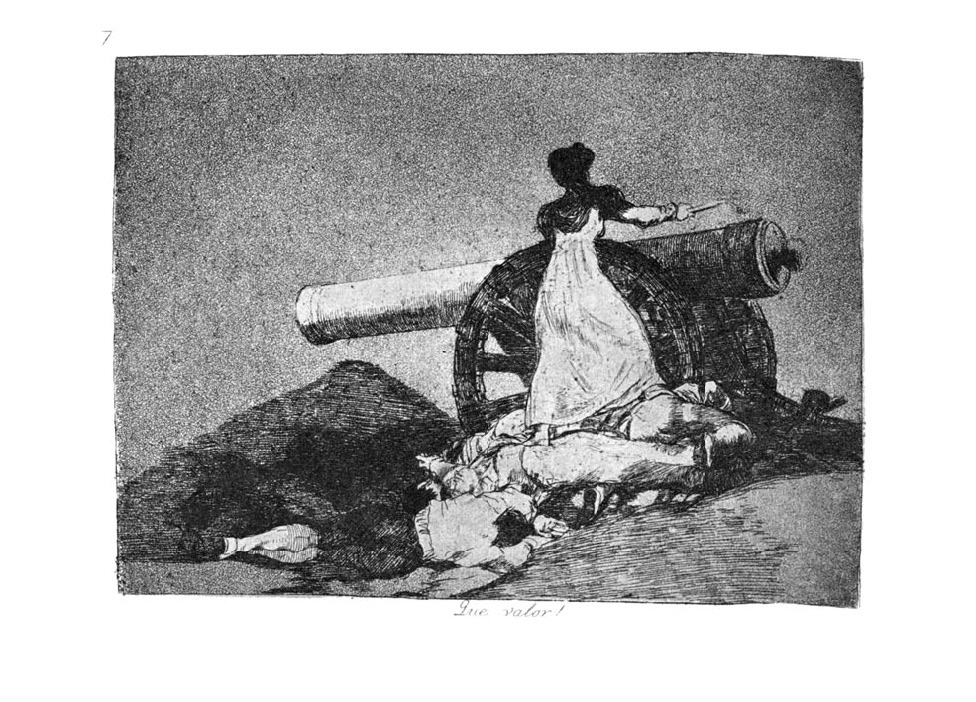
«Яка мужність», аркуш № 7
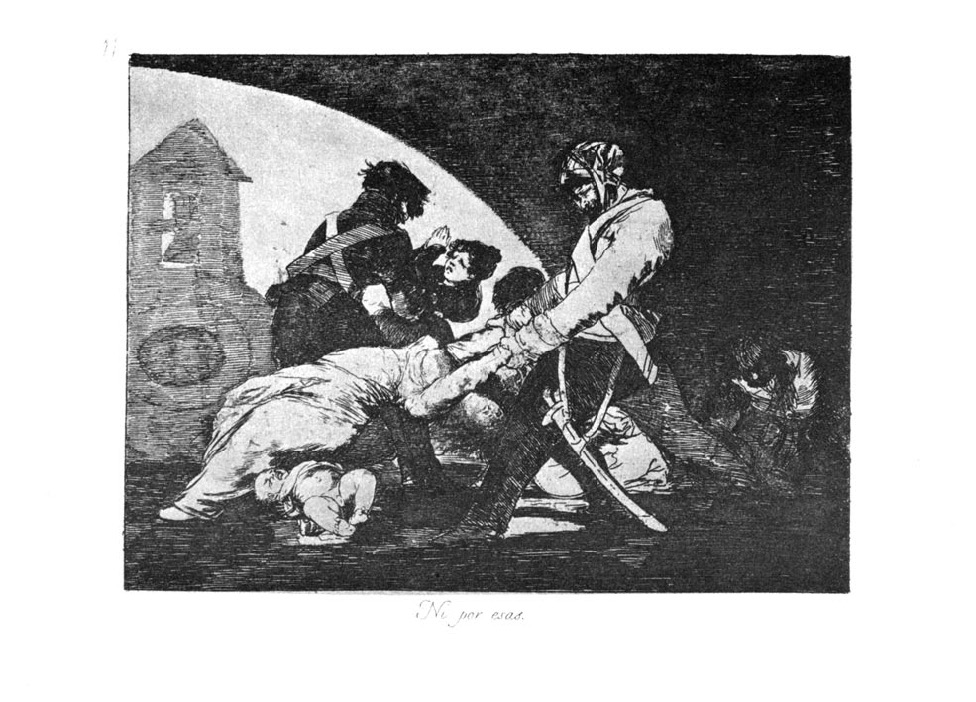
«Французи ґвалтують іспанських жінок», аркуш № 11
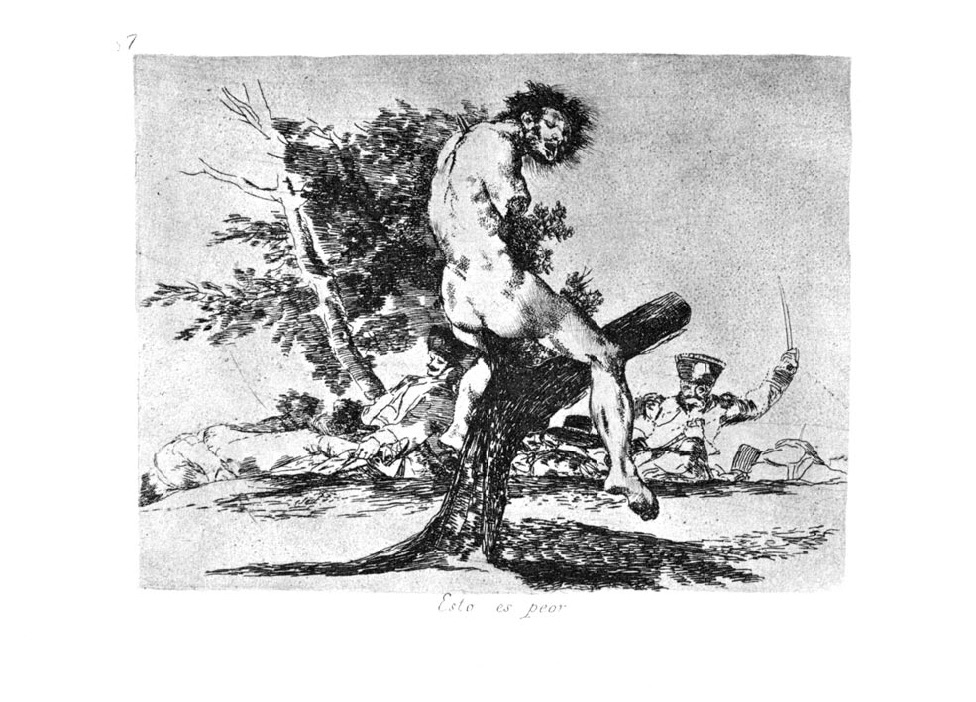
«Найгірше», аркуш № 37
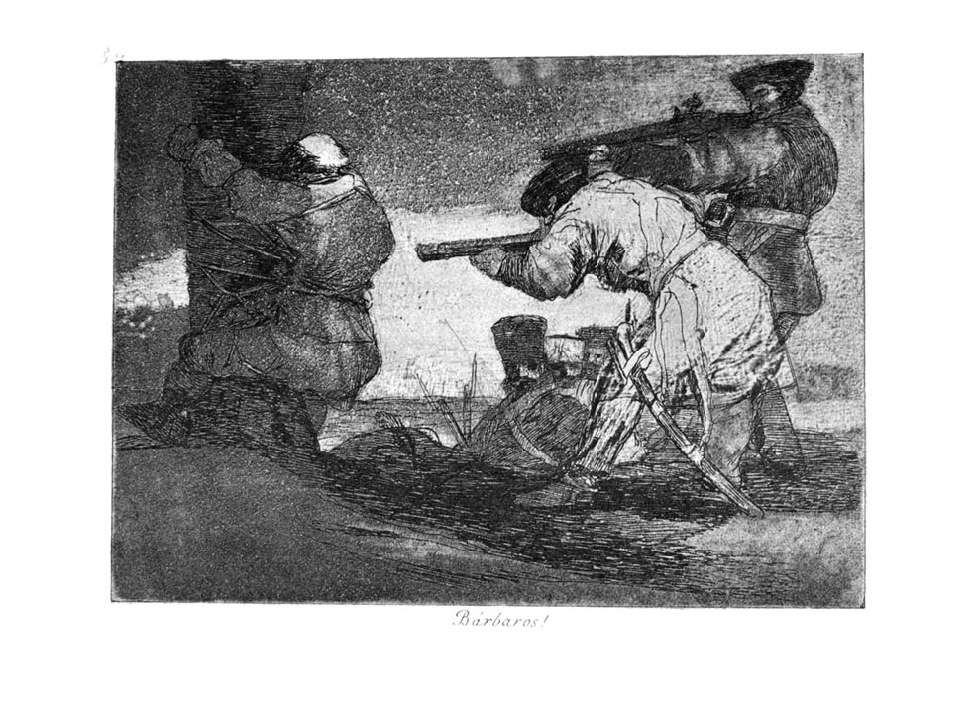
«Варвари!», аркуш № 38
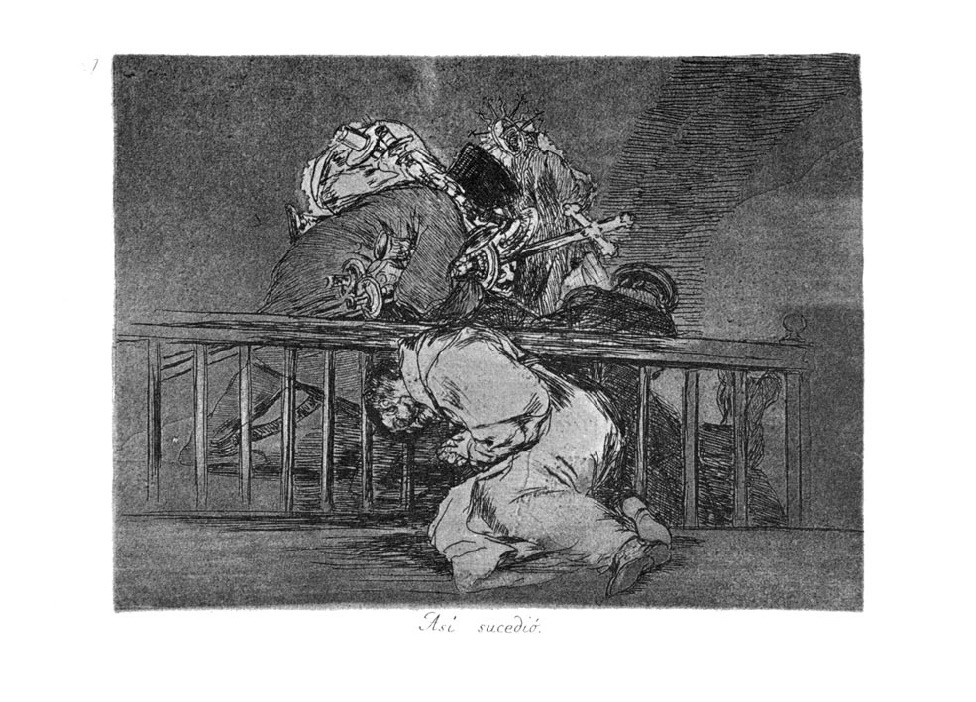
«Ось що сталося» («Пограбування храму»), аркуш № 47

## Доба французького романтизму

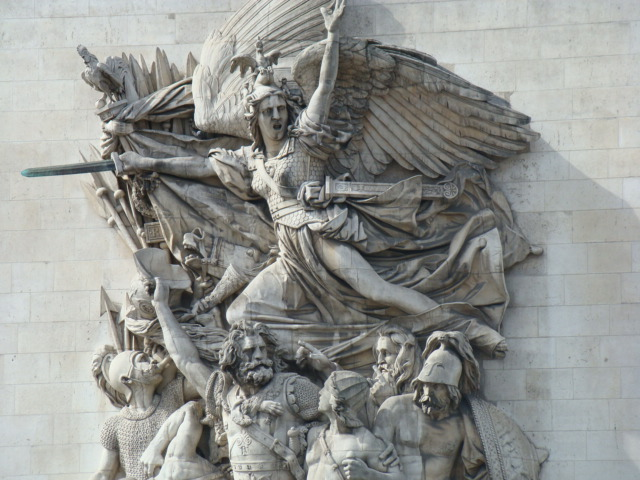
скульптор Франсуа Рюд. «Виступ добровольців на захист батьківщини (Марсельєза)», 1833 р. Тріумфальна арка, Париж

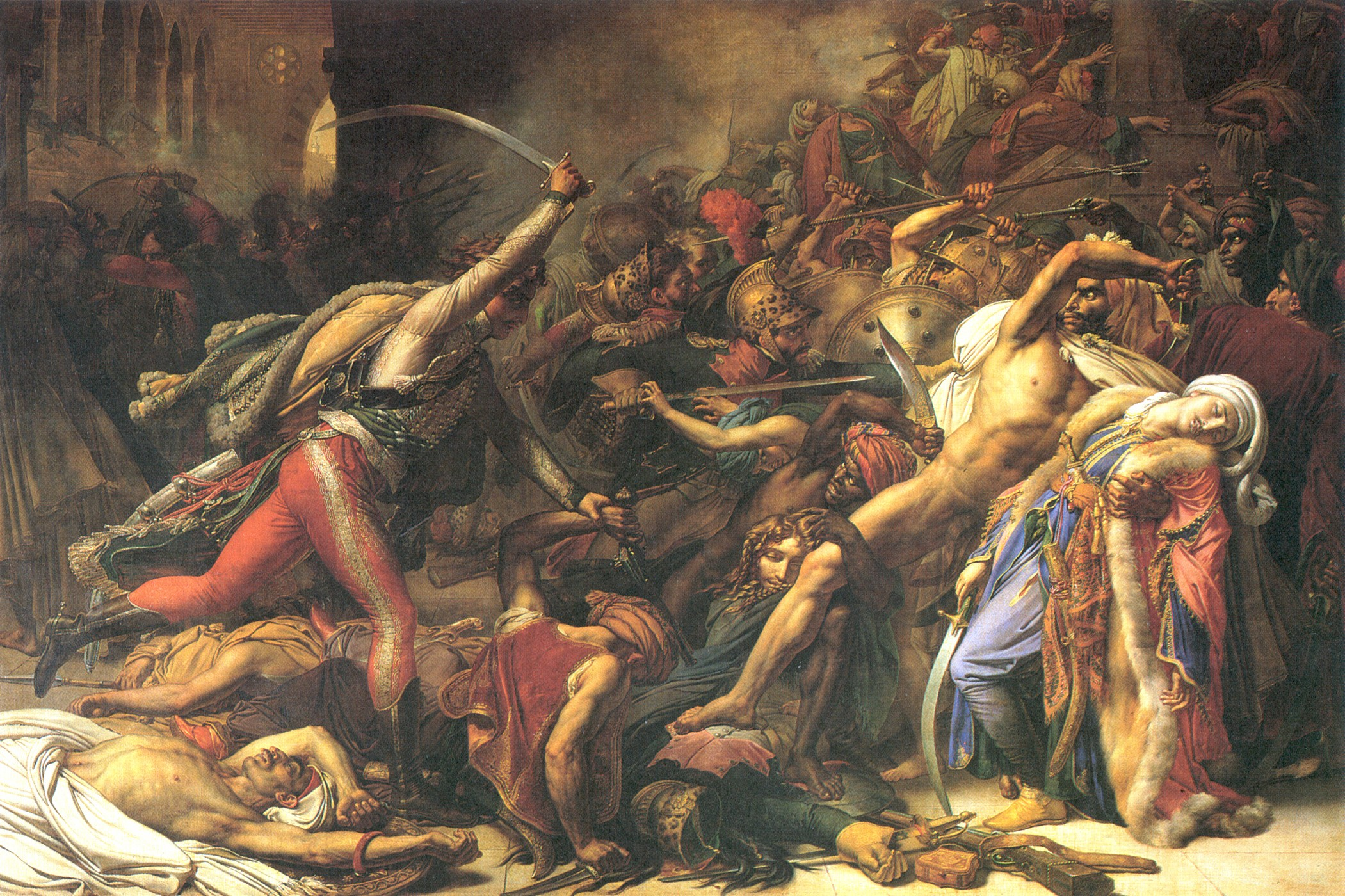
Худ. Ан-Луї Жироде, «Придушення французами повстання в Каїрі 26 жовтня 1798 р.», 1810 р. Версаль
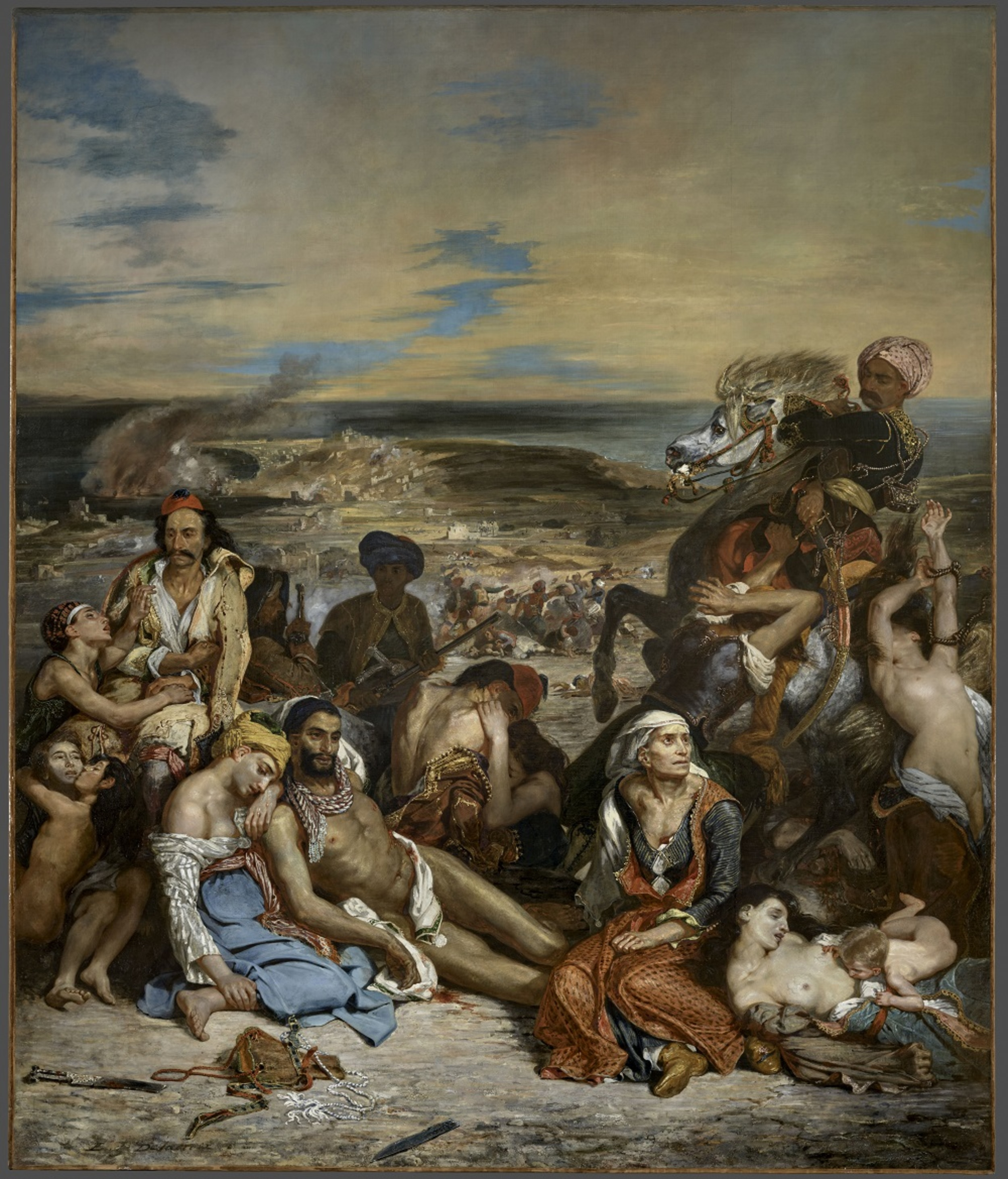
Ежен Делакруа. «Винищення греків турками-османами на Хіосі», 1824 р., Лувр, Париж.
Ежен Делакруа.Свобода, що веде народ, 1830 р., Лувр, Париж.

## Салонне мистецтво

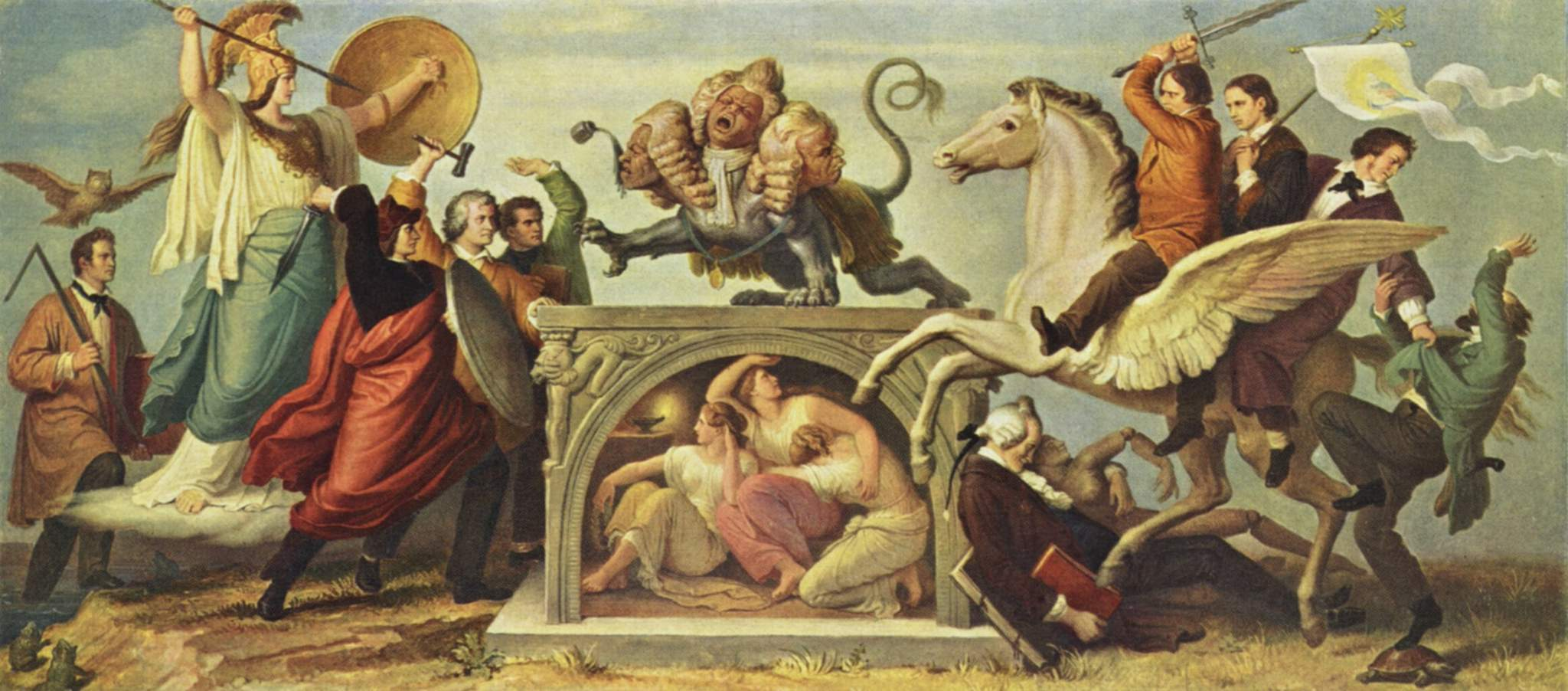
Вільгельм фон Каульбах. «Боротьба з химерою», ескіз до стінопису в Мюнхені, 1850 р.

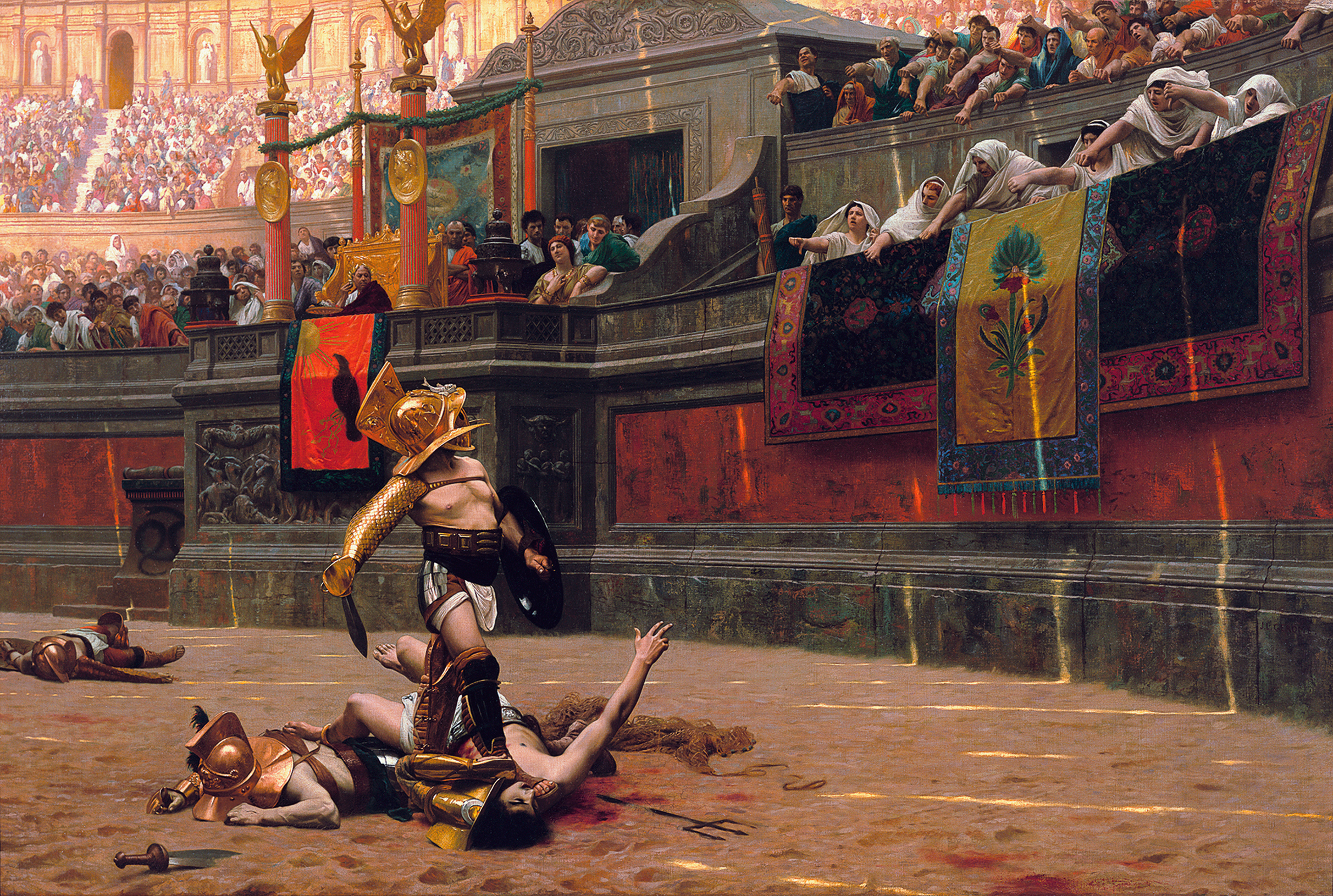
Жан-Леон Жером, «Пальці униз» або «Убий його!»1872 р., Художній музей (Фенікс). Сполучені Штати.

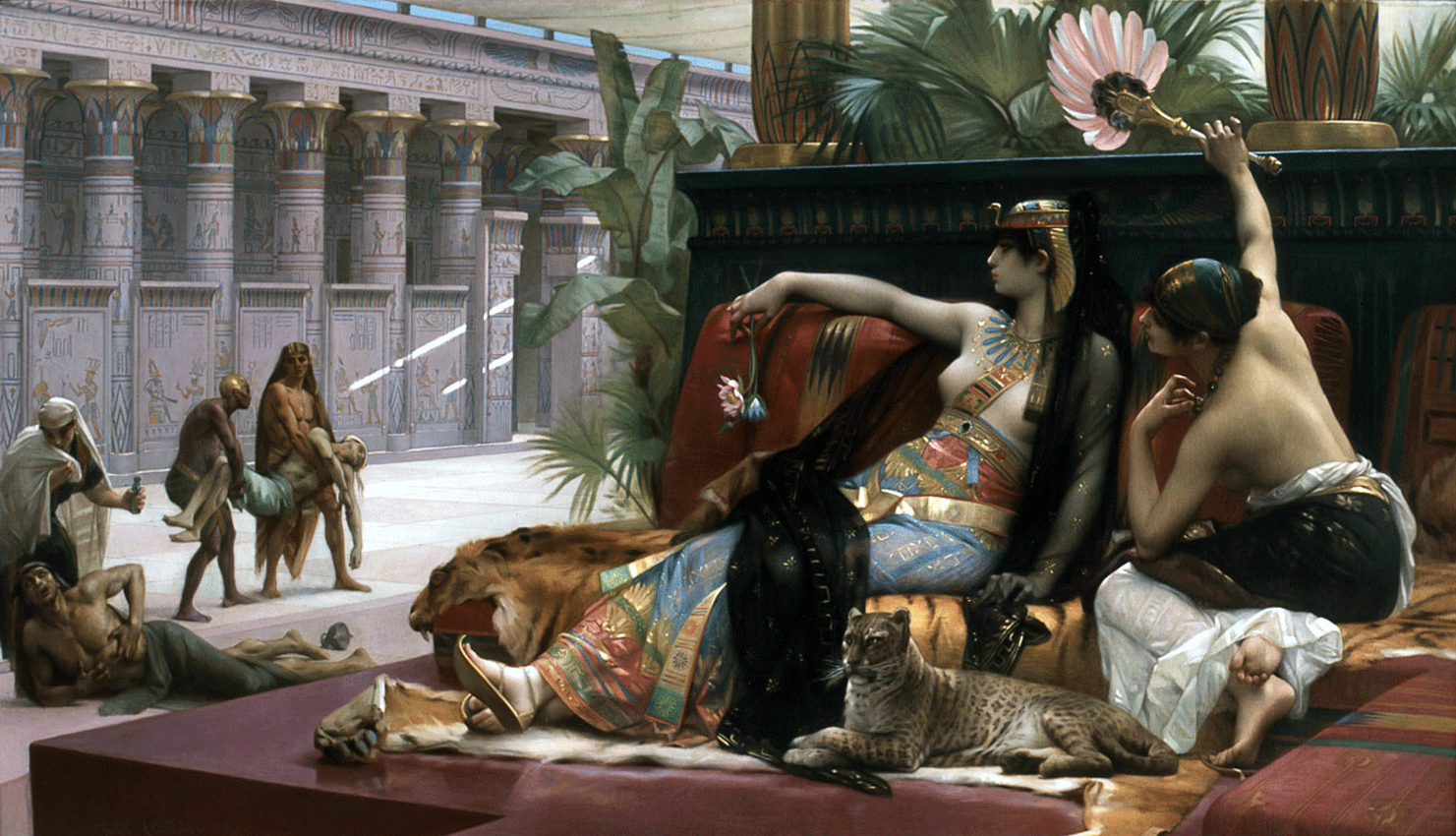
Александр Кабанель, «Цариця Клеопатра випробує отрути на в'язнях», Королівський музей витончених мистецтв (Антверпен), Бельгія.

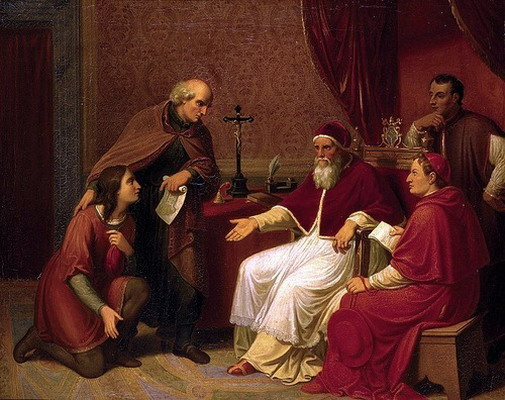
Йоганес Рейпенгаузен. Браманте представляє папі римському молодого Рафаеля, 1836 р., Копенгаген, Музей Торвальдсена.

Салонне мистецтво часто пов'язують з діяльністю митців Франції та регулярними виставками в Салоні, котрі обслуговували невибагливі смаки і аполітичні чи консервативні потреби французьких буржуа XIX ст. Але і виставки в Салоні, і салонне мистецтво були неоднозначні через паралельну участь в виставках низки надто талановитих митців з яскравою художньою манерою, з неофіційними політичними уподобаннями, нестандартним підходом до композиційних, змістовних, колористичних завдань власного живопису (революційна тематика Делакруа, реалізм Густава Курбе, Едуар Мане). Салонне мистецтво Франції XIX ст. тісно пов'язане із офіційними замовами і консервативним на той час академізмом, хоча це течії паралельні і синхронні за часом. Якщо академізм визнають стилем, салонне мистецтво до стилістичних систем не зараховують — через його вторинність, еклектизм, неприховану орієнтацію на ринок, ілюстративність творів.
Мистецтво в XIX ст. рекрутувало до власних лав тисячі художників, воно стає масовим. Кількість учасників салонних виставок в середині XIX ст. досягала чотирьох тисяч, зрозуміло, що серед них було мало значно обдарованих і здатних на високоякісну художню продукцію. Решті залишались епігонство і вторинність при майстерності технічних навичок.
Салонне мистецтво обслуговує потреби новітніх багатіїв, щойно пробившихся до політичної влади, добробуту і не обтяжених освітою, культурою. Буржуа швидко, але поверхнево засвоюють вже вироблені культурні типи поведінки дворянства і аристократії — купують баронські титули, купують антикваріат і живопис, скуповуть старовинні садиби і замки. Картин, садиб і замків на всіх не вистачає, тому розгортається будівництво під давнину, котре відбивається в стилістичних течіях неоготика, неорококо, неоренессанс, необароко. Самоствердження нових багатіїв іде тривалий час на зовнішніх ознаках добробуту і престижу.
Еклектичні і пишні інтер'єри новітньої забудови і призвані прикрасити історичні картини салонних митців. Почалася справжня експлуатація тільки порядних сюжетів (біблійних чи античних), тільки красивих, зовнішньо привабливих моделей, виправлених за античними зразками, віртуозним технічним виконанням самого живопису чи скульптури, котрі грішать неприхованим натуралізмом. Брутальна, груба дійсність була виштовшнута на вулиці брудних портів, бідняцьких районів, туберкульозних шпиталів і не допускалась в салонне мистецтво. Це була солодкава казка для новітньої групи багатіїв, для каліфів на час, щойно вдершихся до багатств, але не мавших давніх культурних традицій, не обтяжених культурою, позбавлених справжнього знання мистецтва і його суспільного значення. Салонне мистецтво експлуатувало історичні легенди, історичні анекдоти і байки, міфічні події, поверхнево сприйняту грецьку чи давньоримську історію, її штампи (імператори, гладіатори, ринки рабів і оголених рабинь, страждання перших сектантів-християн тощо). У вир орієнтованого на ринок салонного мистецтва втягнули не тільки Францію, а і більшість тодішніх держав — Велику Британію, Бельгію, Австрійську імперію, поєднану Італію, Російську імперію. На обрії мистецького ринку виникає такий велетень, як Сполучені Штати, новітні багатії якого женуться за престижем і розкошами і скуповують будь-яку художню продукцію західноєвропейців — від новаторського мистецтва Едуара Мане і французького імпресіонізму до кілометрів пошлих, невибагливих картин таких салонних художників, як Тома Кутюр, Александр Кабанель, Жан-Леон Жером, Фернан Кормон, Поль Деларош.
Історичний жанр салоного мистецтва пробився навіть в мистецтво тих периферійних країн, де не було регулярних виставок на кшталт салонних (Угорщина в складі Австро-Угорщини, Польща в складі Російської імперії і сама Російська імперія, Іспанія). Це пишні і костюмовані сцени з історії, або побутові, або пафосні, театрально ефектні чи літературні. Ще гіршим був стан в скульптурі, котра перебувала в тривалій кризі: виникає низка монументів історичним діячам національного минулого, мистецька вартість яких або низька, або сумнівна.

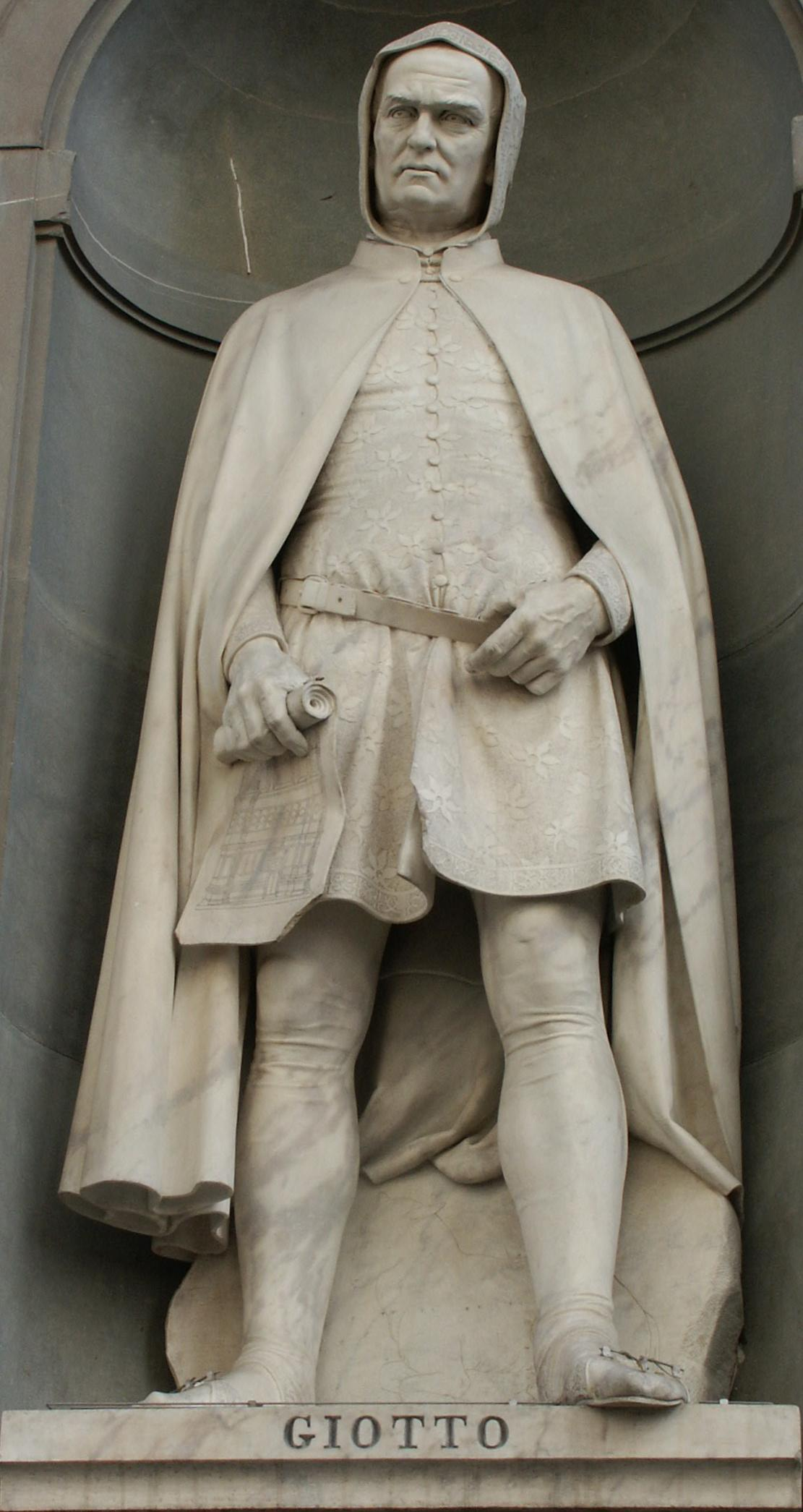
«Джотто», Уффіці, ск. Джованні Дюпре, 1845 р.
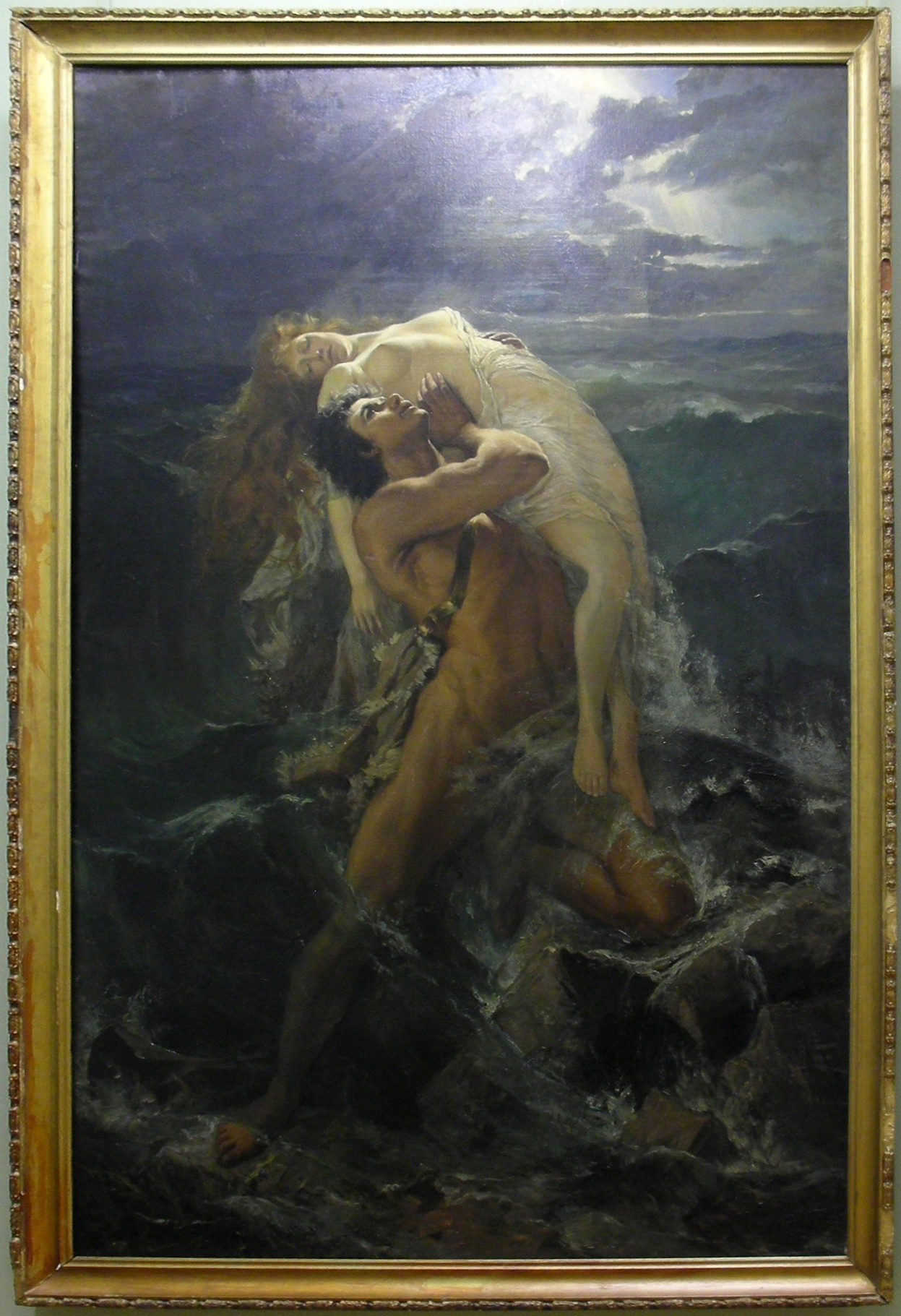
Пауль Мерварт, «Потоп», Львівська національна галерея мистецтв
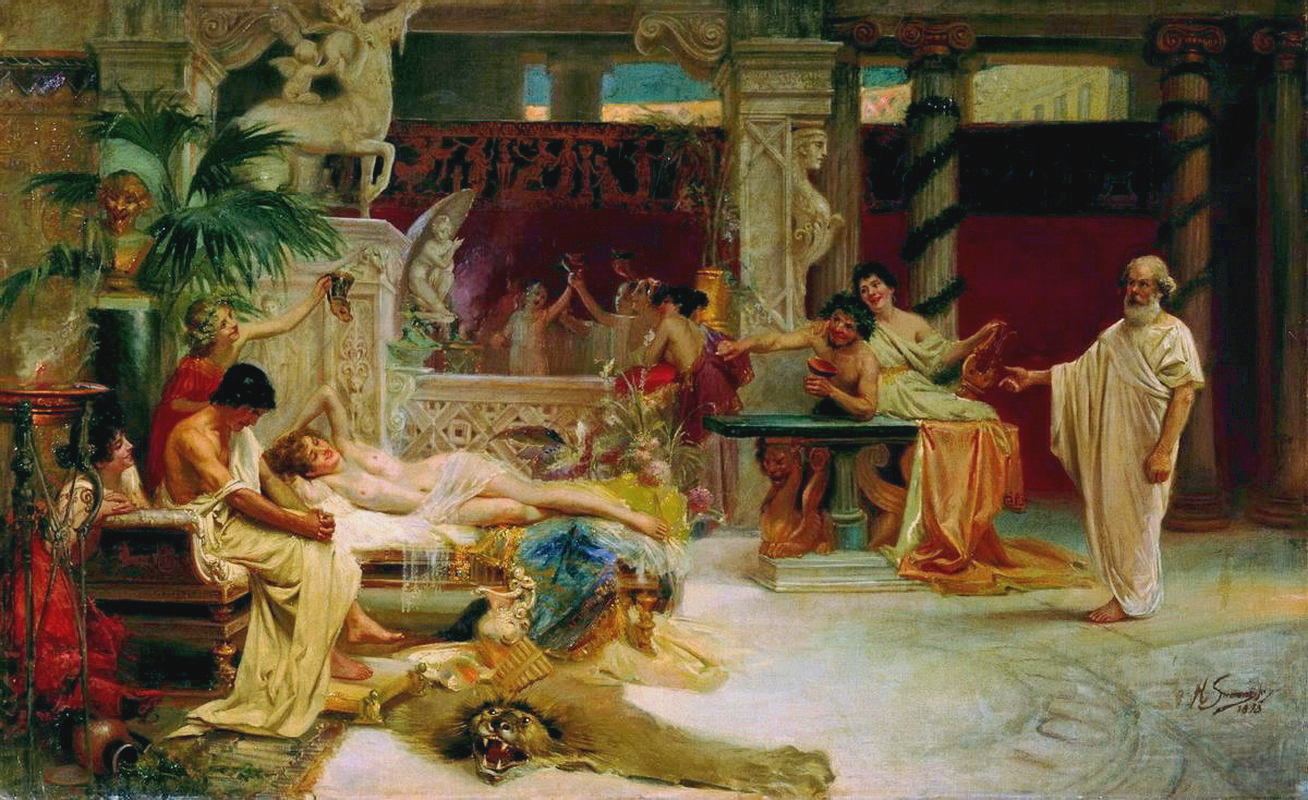
Генрик Семирадський. «Філософ Сократ знайшов учня Алківіада у гетер».
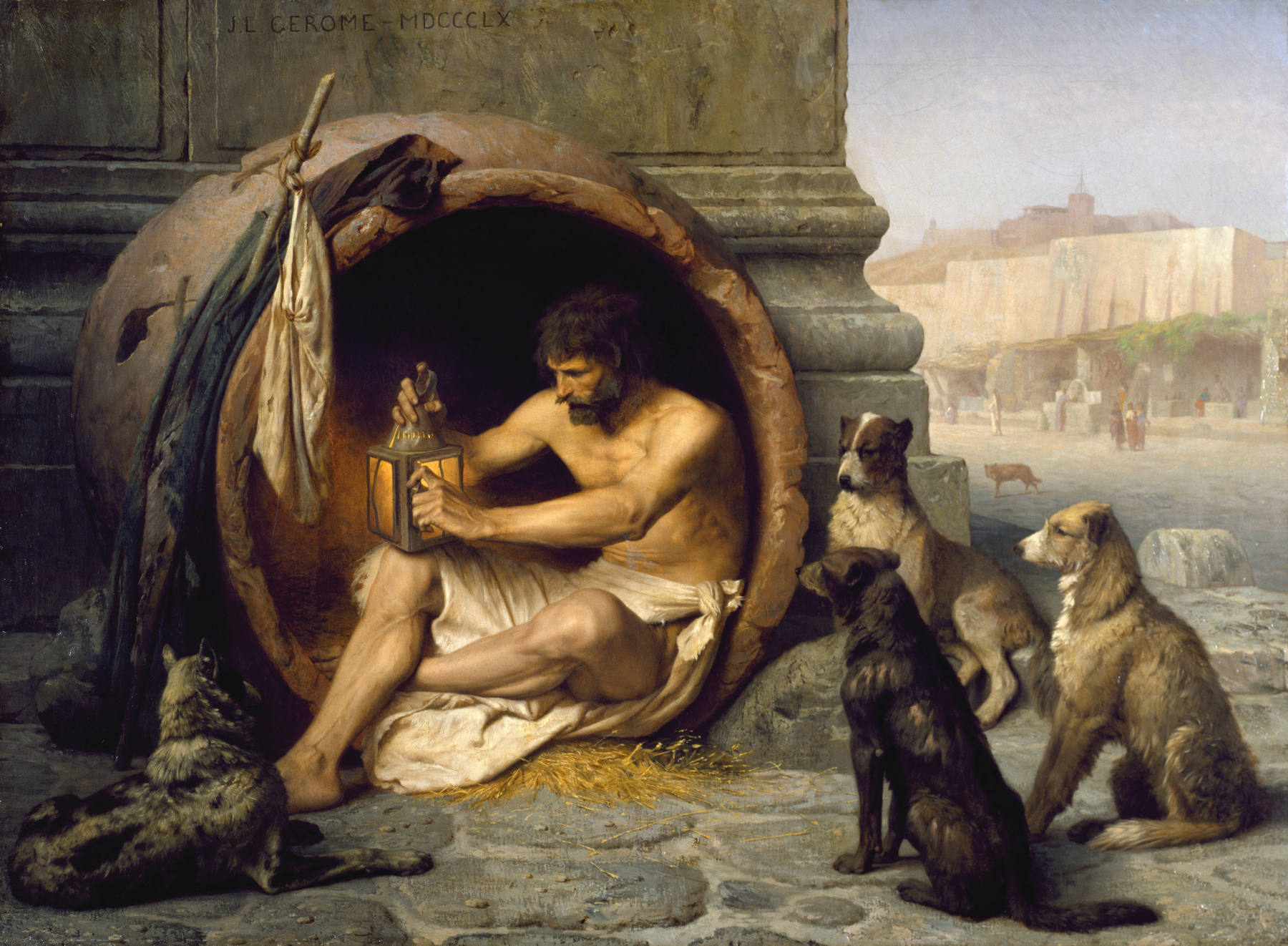
Худ. Жан-Леон Жером,Діоген (Жером)
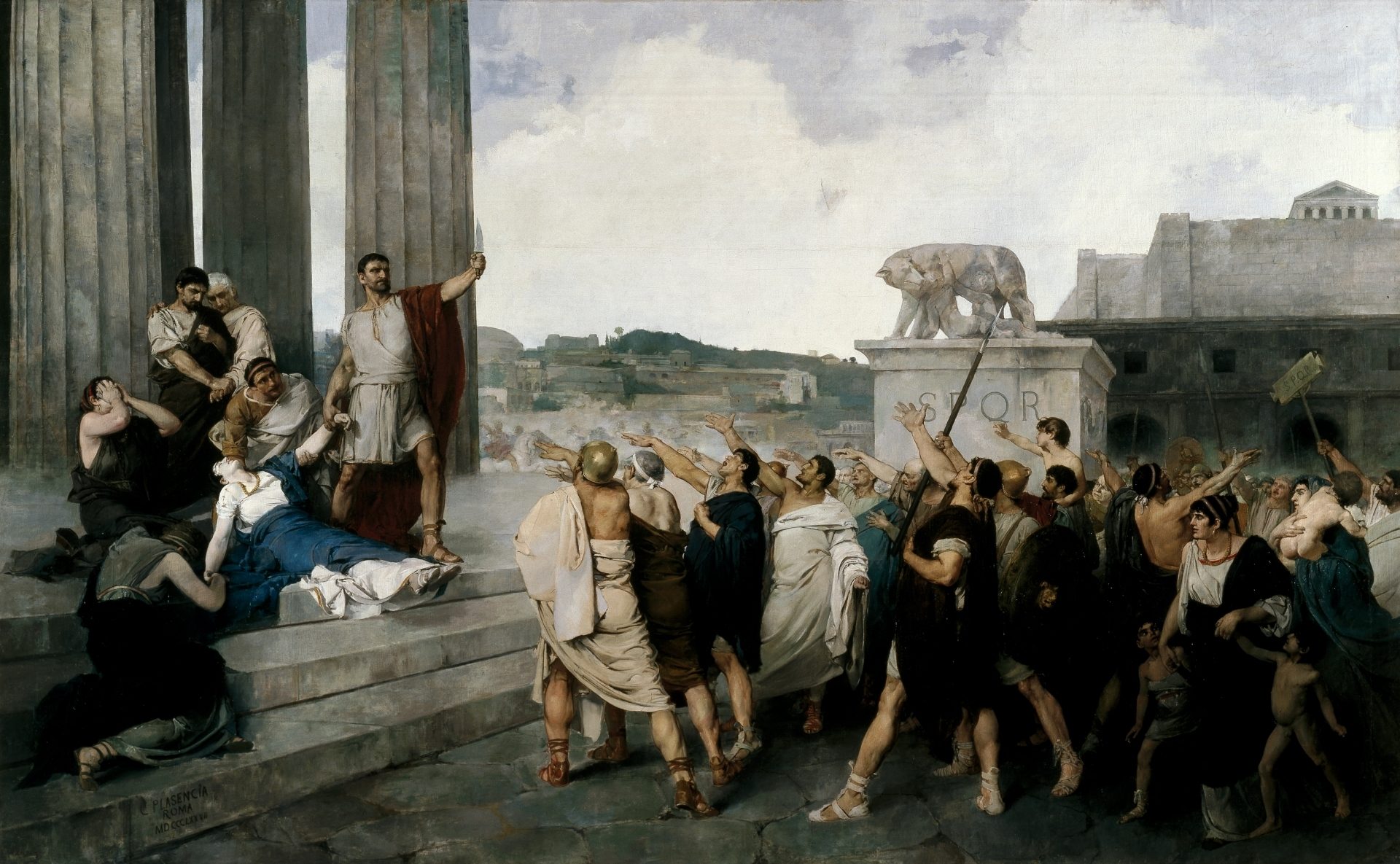
Худ. Касто Пласенсія, «Проголошення республіки в стародавньому Римі», 1877 р.
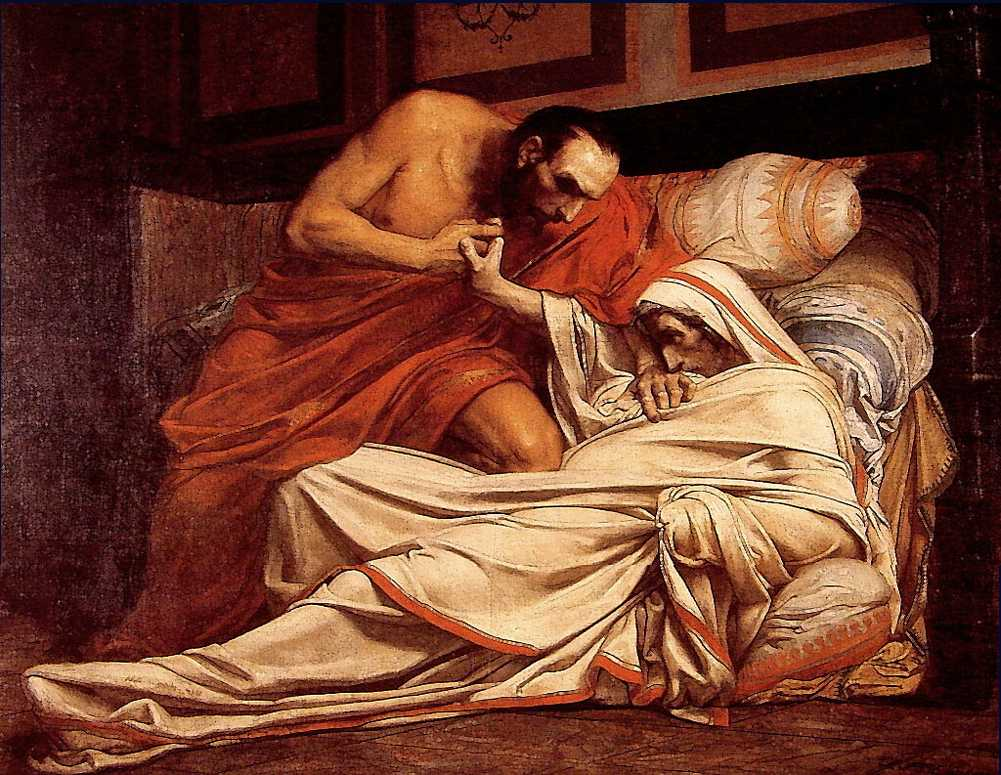
Жан-Поль Лоранс, «Смерть імператора Тіберія», 1864 р.
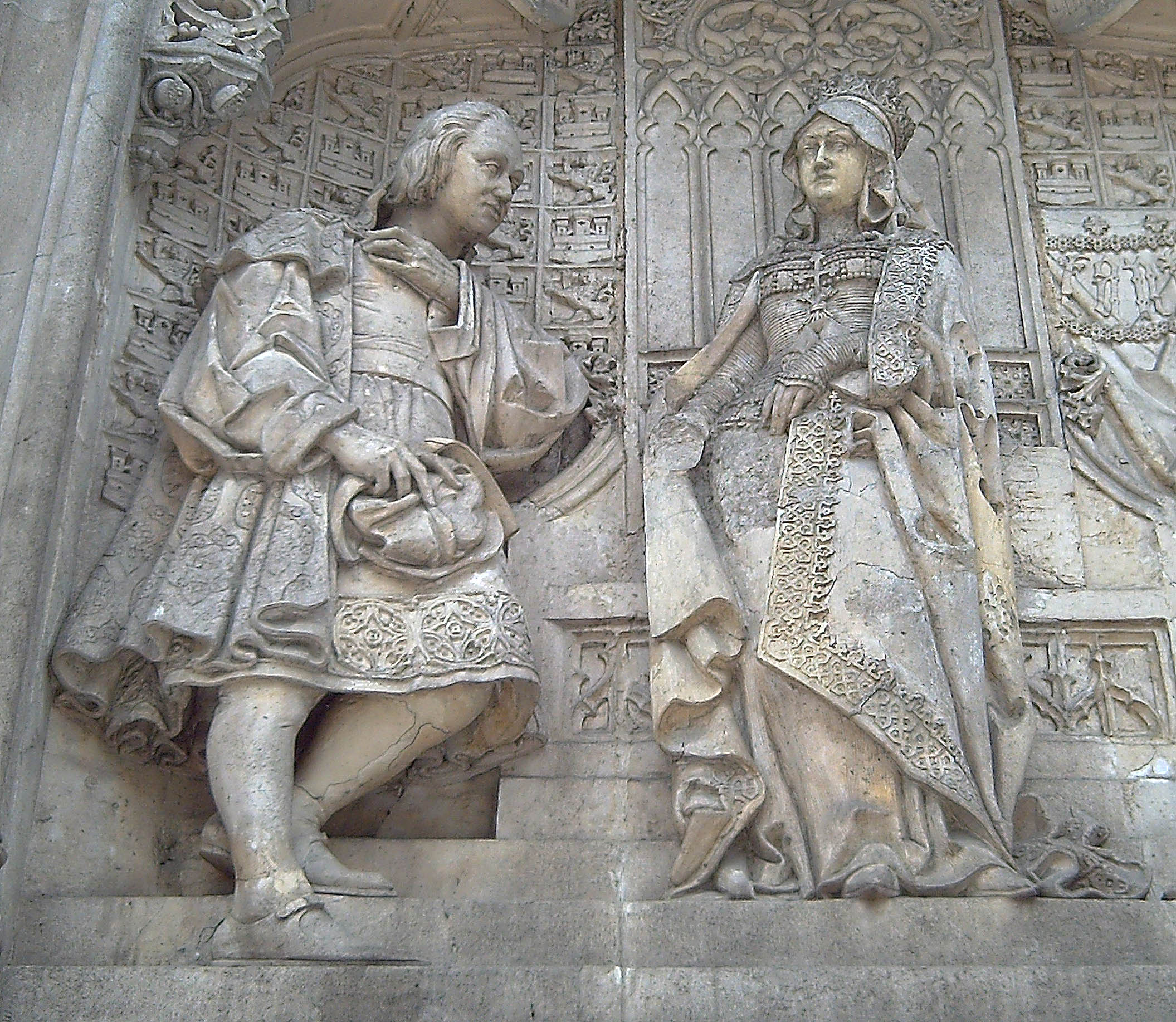
Колумб і королева Ізабелла. Фрагмент пам'ятника Колумбу в Мадриді (1885)
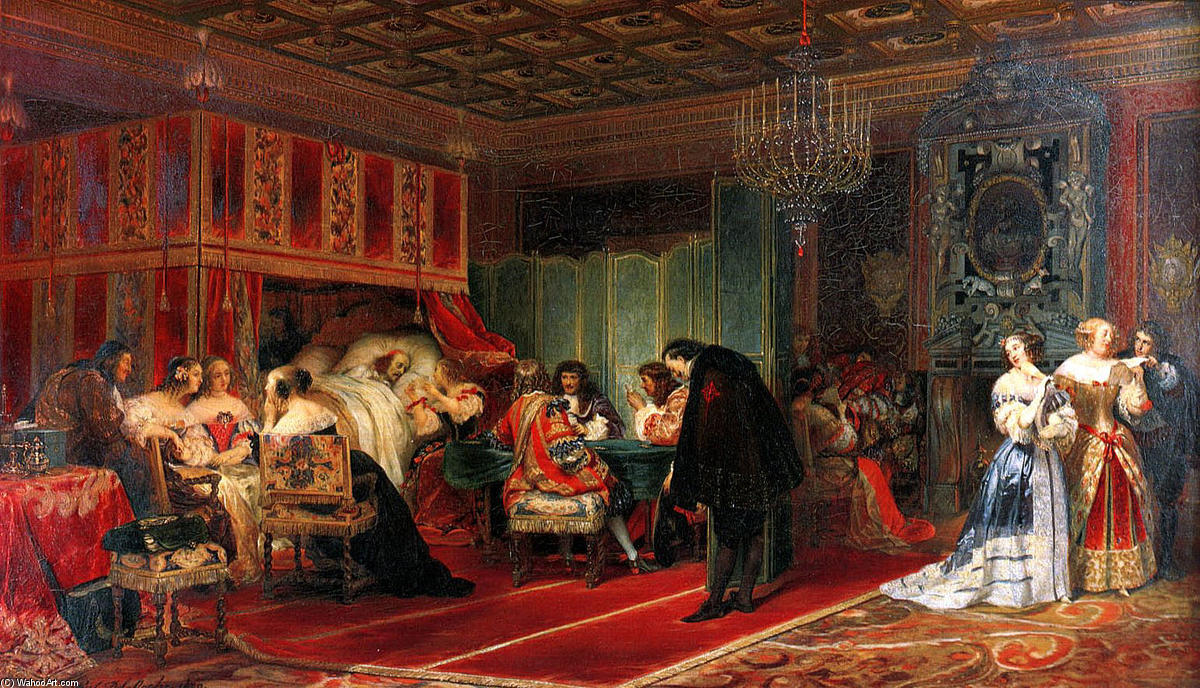
Поль Деларош. «Смерть кардинала Мазаріні».
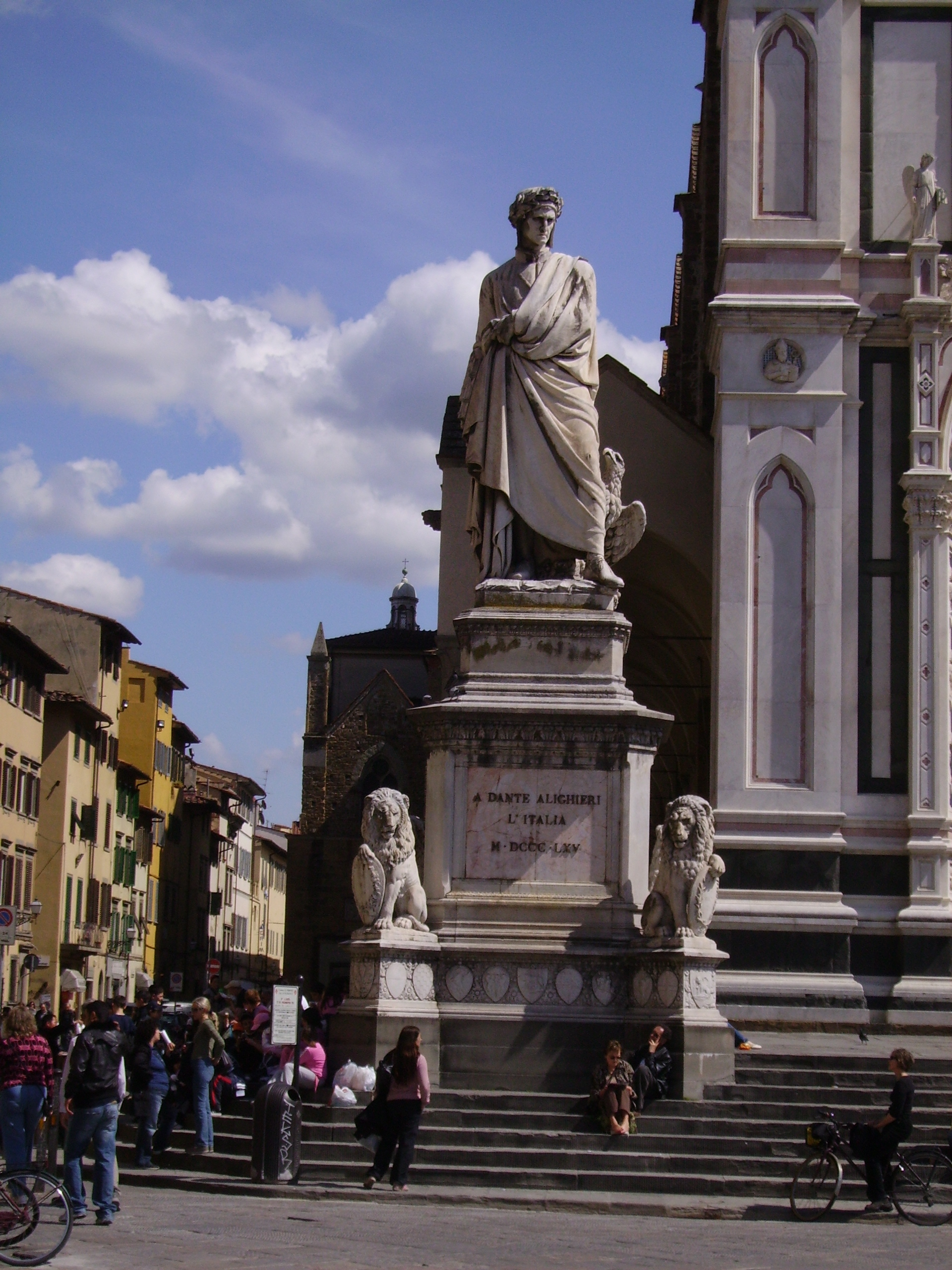
Ск. Енріко Пацці (1819-1899). Монумент Данте, Флоренція

## В Україні

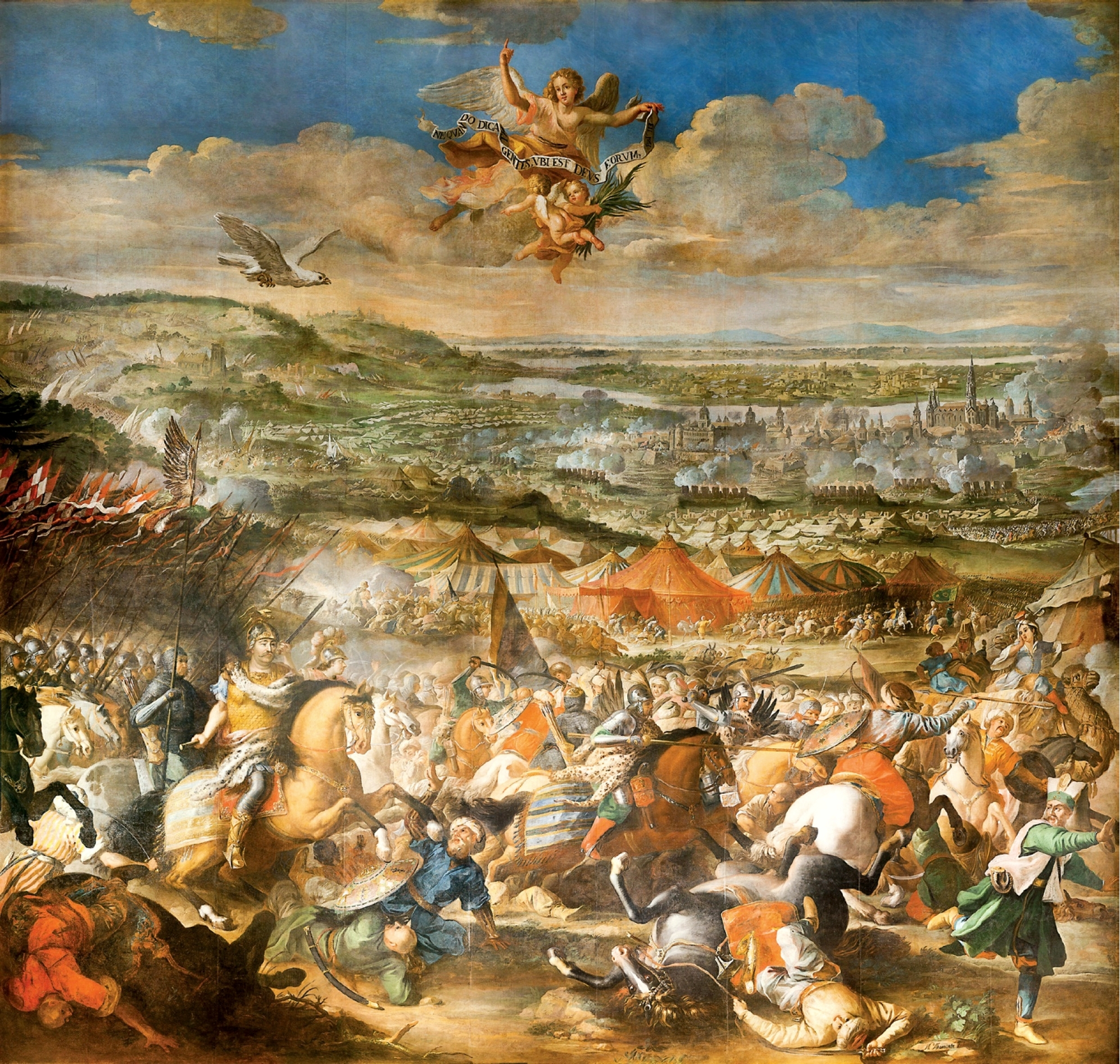
Худ. Мартин Альтомонте. Битва під Віднем (Альтомонте), 1688 рік, Олеський замок, Україна

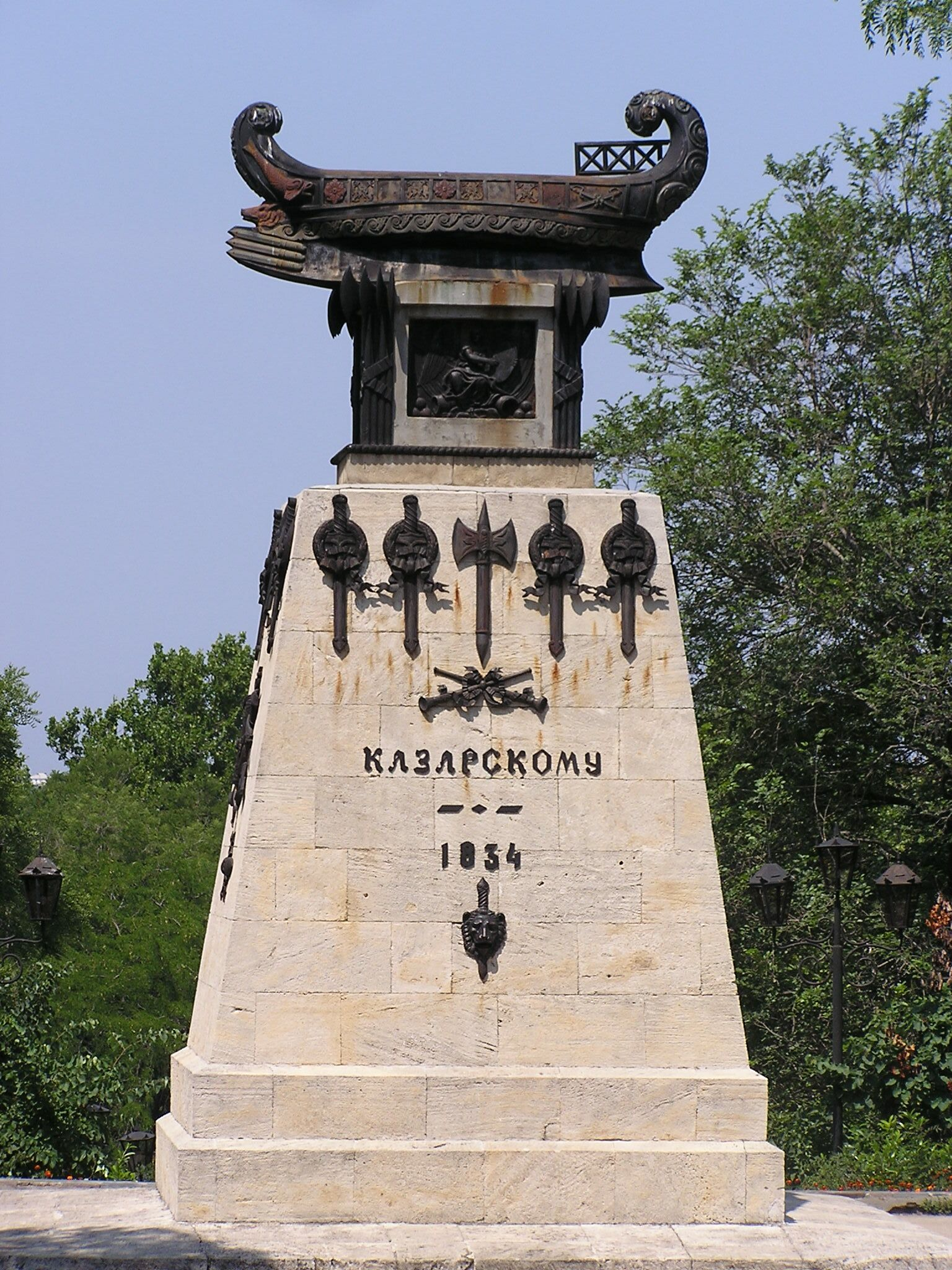
Монумент на честь Казарського, ( капітан-лейтенанта О.І. Казарського), ампір, 1839 р., Севастополь.
Ск. Мазур Богдан Миколайович.«Гетьмани. Молитва за Україну.» Батурин.
Каплиця на спомин жертв сталінських репресій в Україні і пам'ятник зруйнованим храмам, місто Черкаси

## Мексиканський історизм і муралізм
Монументальний живопис Мексики XX століття виник на хвилі революційних подій 1910–1917 рр. і реформаторських зрушень першої половини XX ст. Якщо офіційне мистецтво Мексики зламу XIX—XXI ст. було охарактеризоване як «суміш пишності і продажності», то нові зрушення в мистецтві Мексики швидко перетворились в нову мистецьку течію, яскравий художній феномен культури Мексики, котрий реформував монументальне мистецтво і втяг у власний вир національні архітектуру, скульптуру, ландшафтне мистецтво тощо.
Дещо пізніше стало зрозуміло, що новий мексиканський живопис («муралізм»), тісно пов'язаний з політикою реформами в країні, значно випередив у власному розвитку і національну літературу, і національне кіно, і національну драматургію. Високий якісний рівень монументального живопису підтримала хіба що національна графіка. Бо другим натхненником революційних мексиканських художників був графік Хосе Гвадалупе Посада (1851—1913) та його графічні твори. Поява монументального живопису, зверненого до широких мас Мексики, була дещо несподіваною. Адже в країні не існувало сталої традиції монументального живопису, і суспільно значущих фресок чи стінописів впродовж XIX та на початку XX ст. не було. Якщо і виникали окремі зразки, то мали алегоричний і пустопорожній характер на зразок стінопису Альберто Фустера «Апофеоз мирного життя» з римськими богами в стилі холодного академізму.
Ситуцію погіршувало і незнання оригінальних індіанських фресок доколумбового періоду. Початок муралізму пов'язують в 1920-ми роками, тоді як уславлений комплекс фресок Бонампака (на півострові Юкатан) був відкритий дослідниками на 20 років пізніше, в 1940-ві.

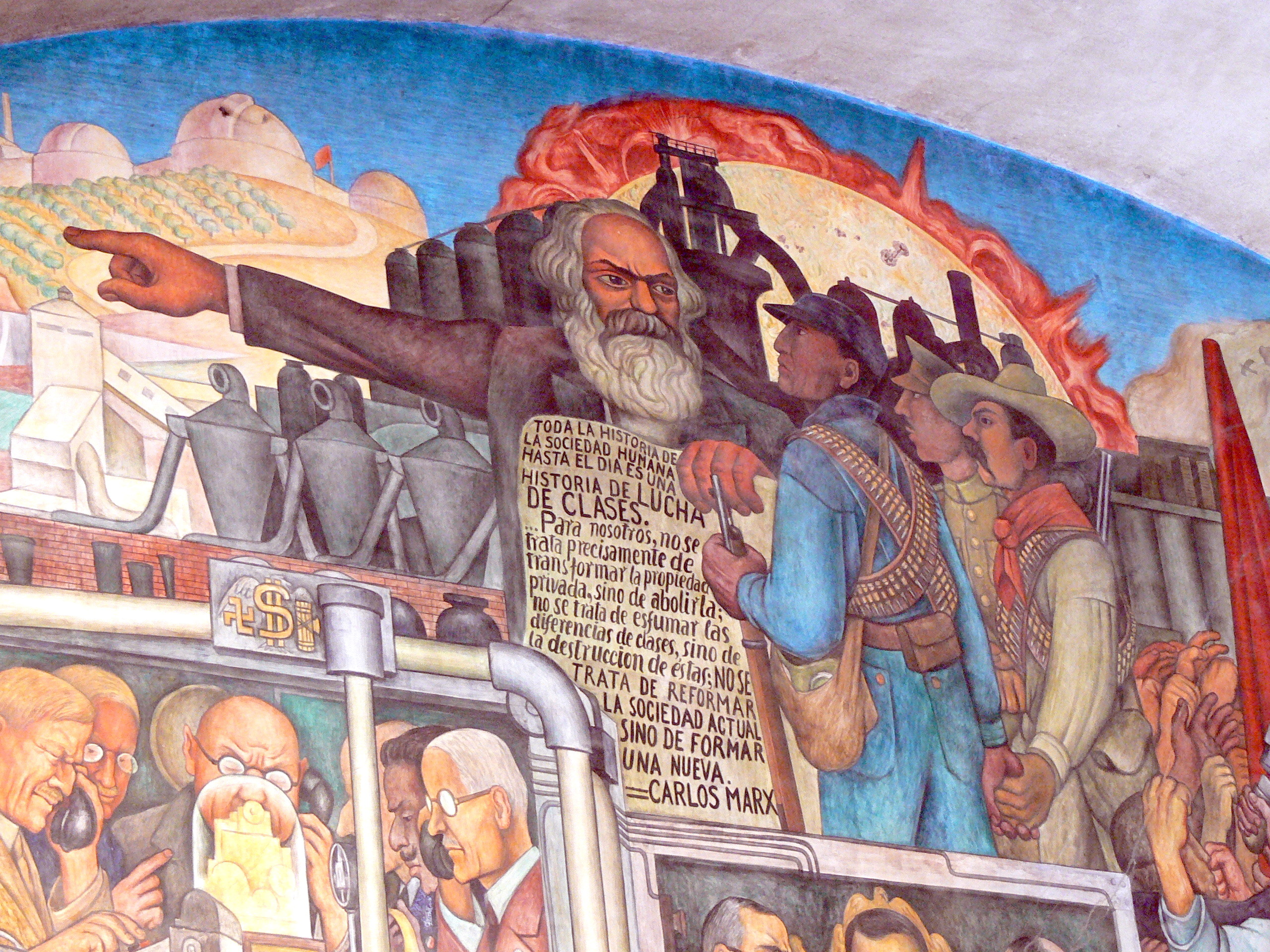
Дієго Рівера. Фрагмент стінопису з портретом К. Маркса.
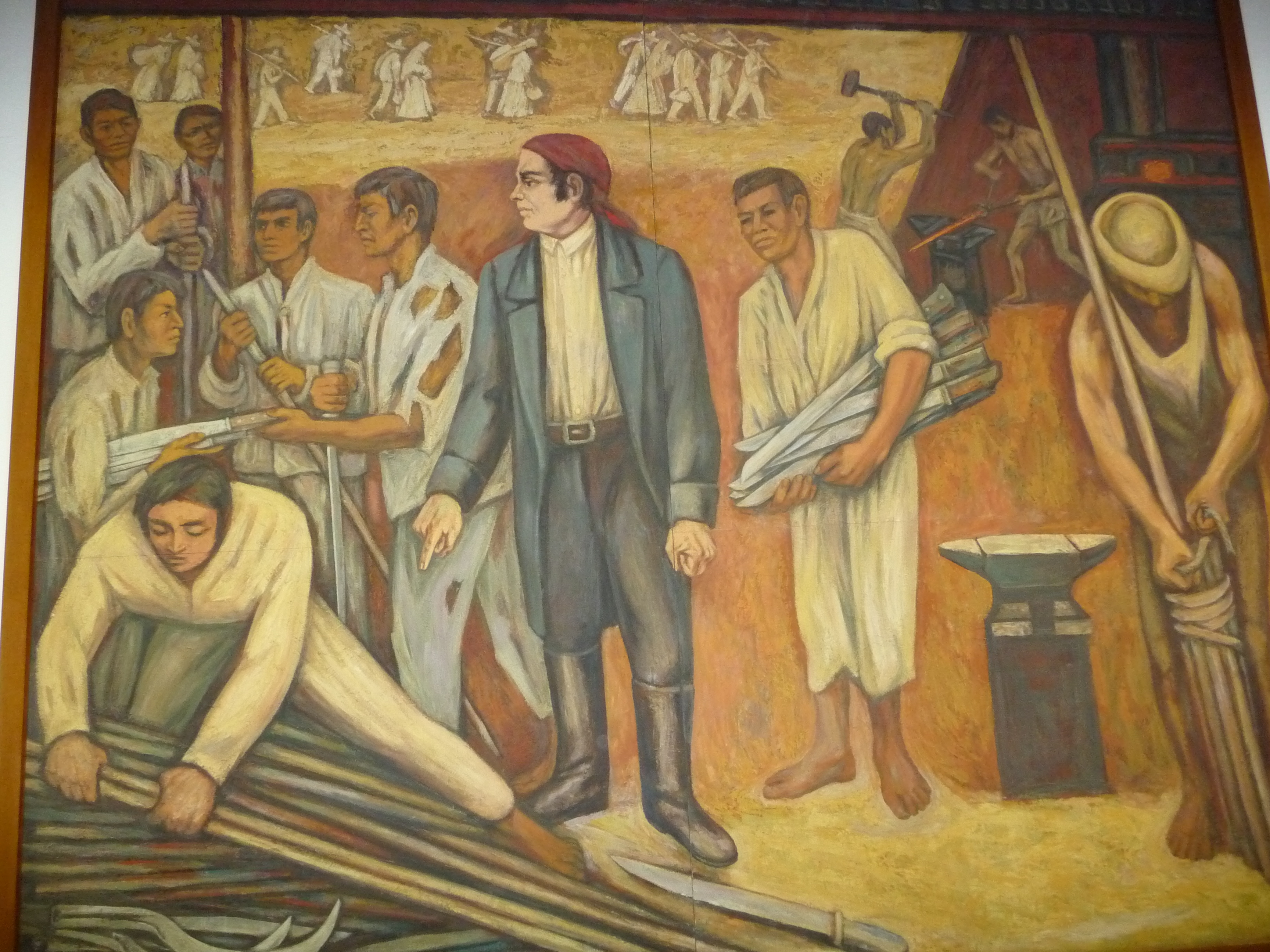
«Реформа в Мексиці. Передача селянам земельних ділянок»
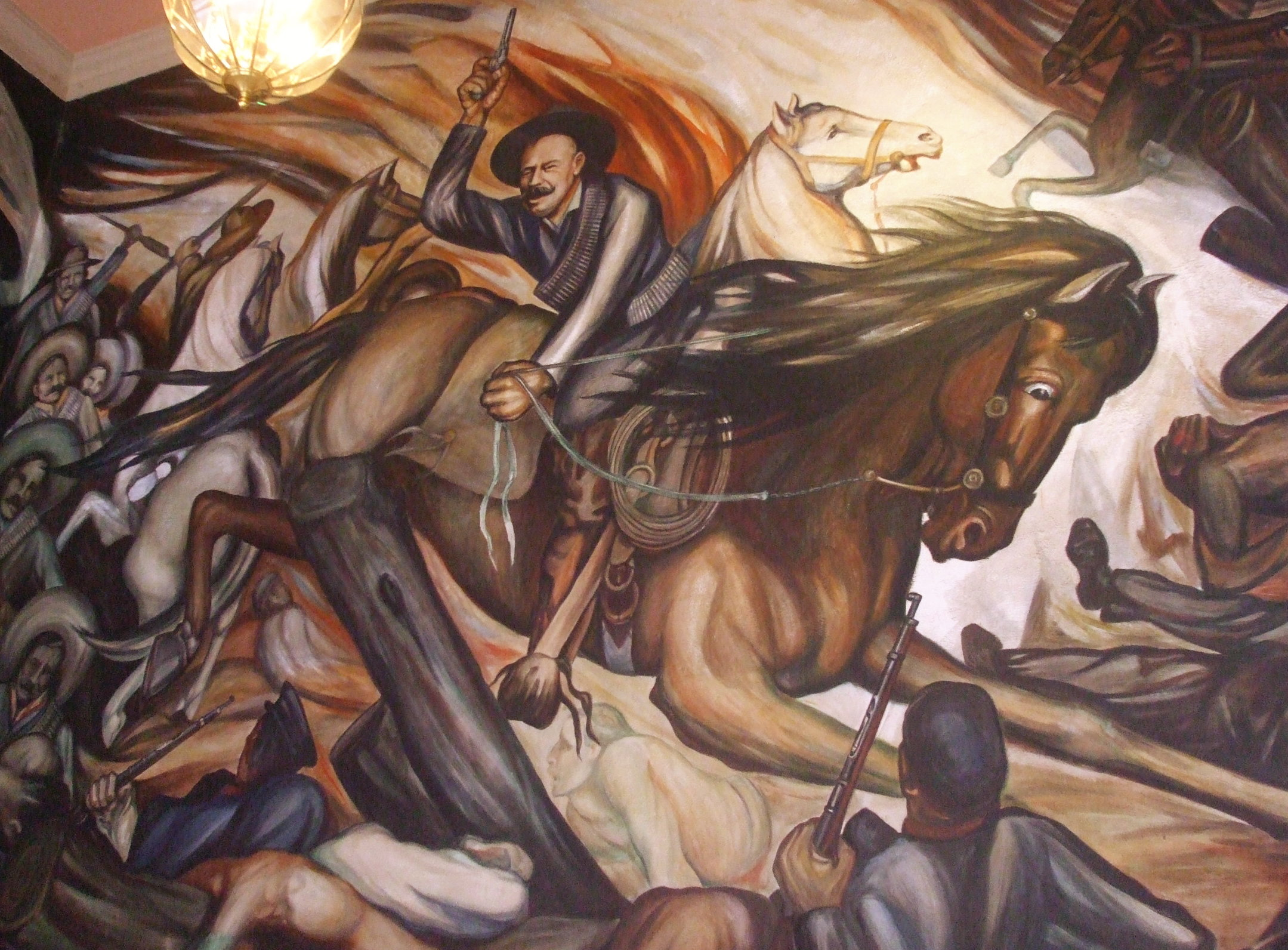
«Панчо Вілья»
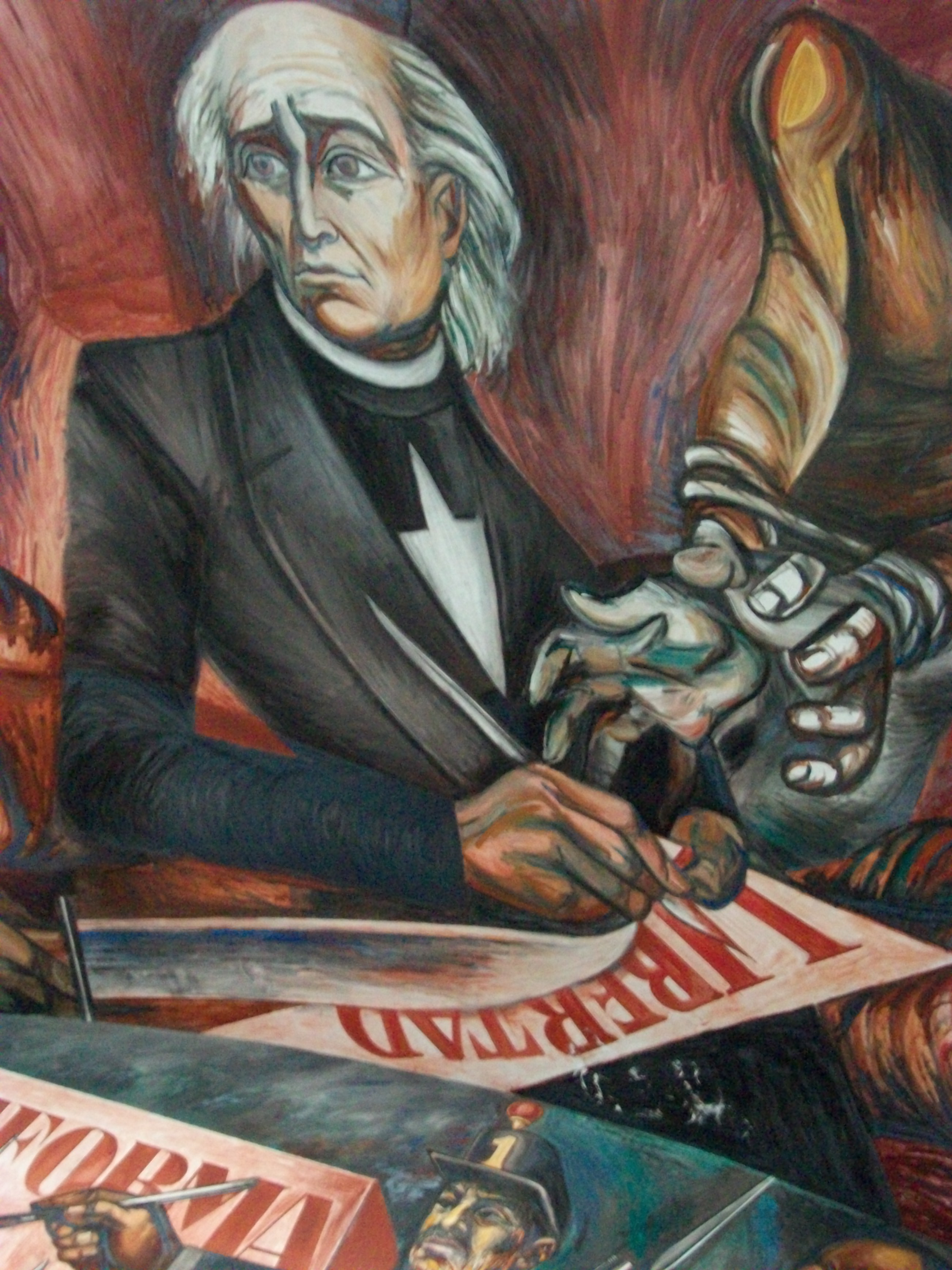
Хосе Клементе Ороско. Стінопис в шпиталі Кабаньяс, Халіско, фрагмент.
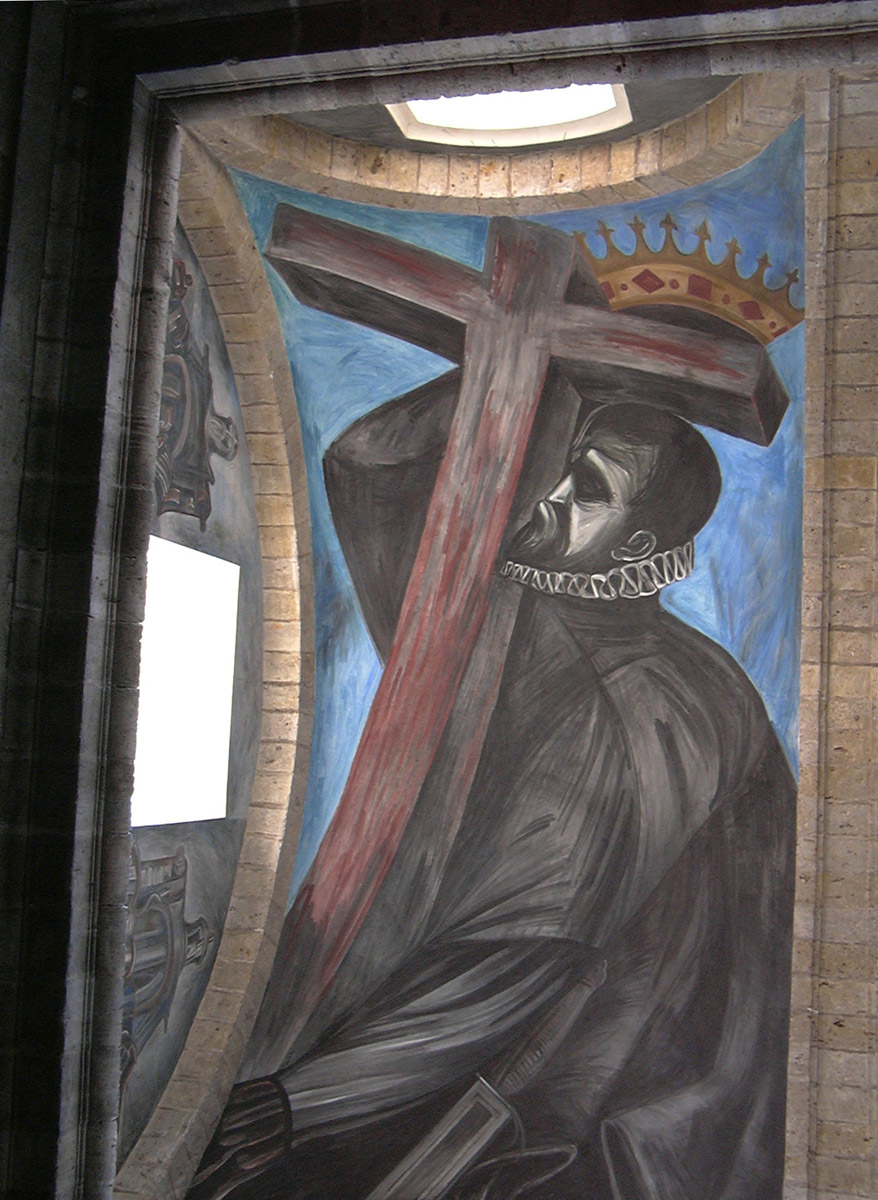
Хосе Клементе Ороско. Стінописи в шпиталі Кабаньяс, Халіско, Гвадалахара
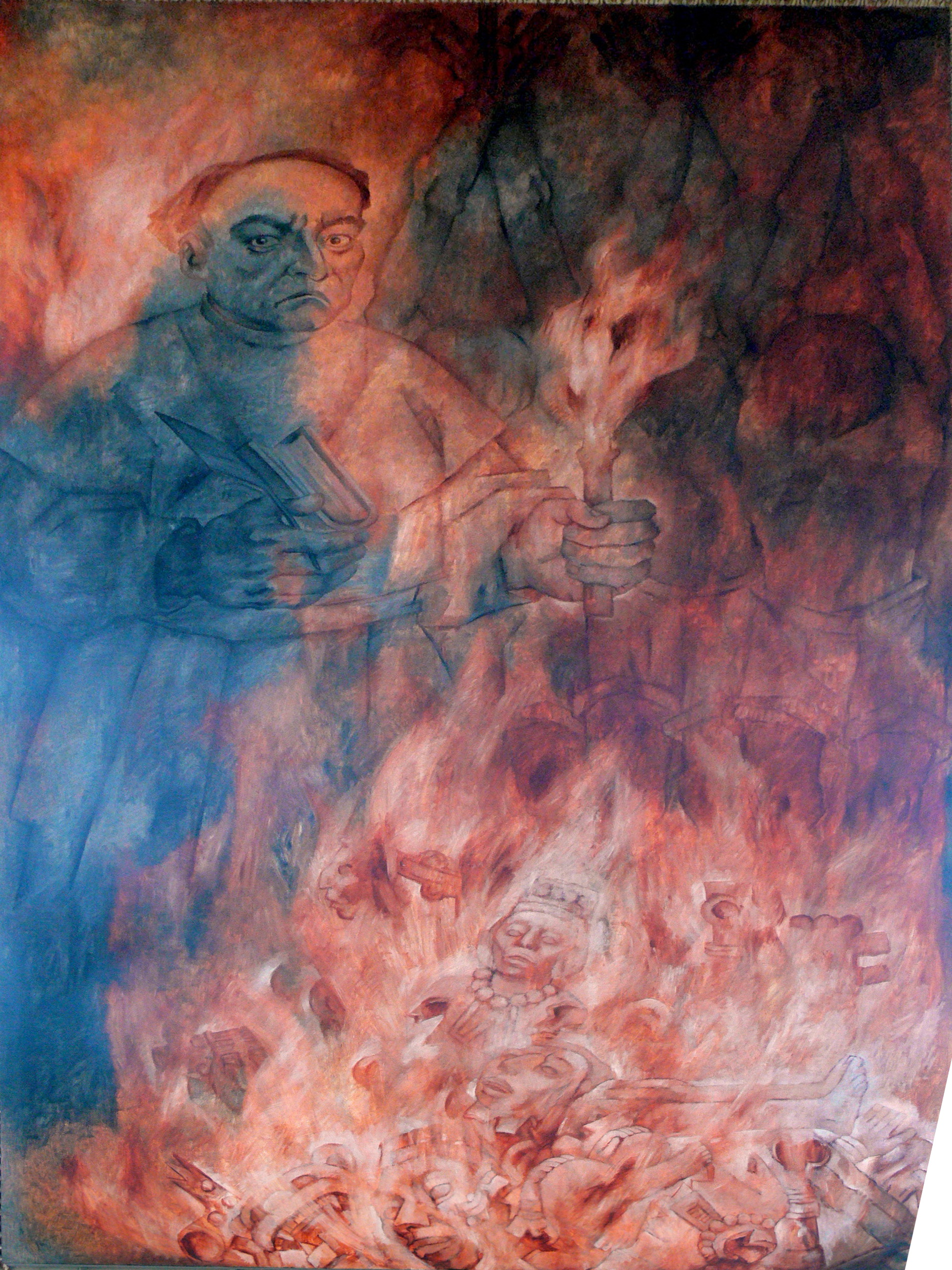
«Спалення історичних рукописів мая за ініціативи Дієго де Ландо», Фернандо Кастро Пачеко
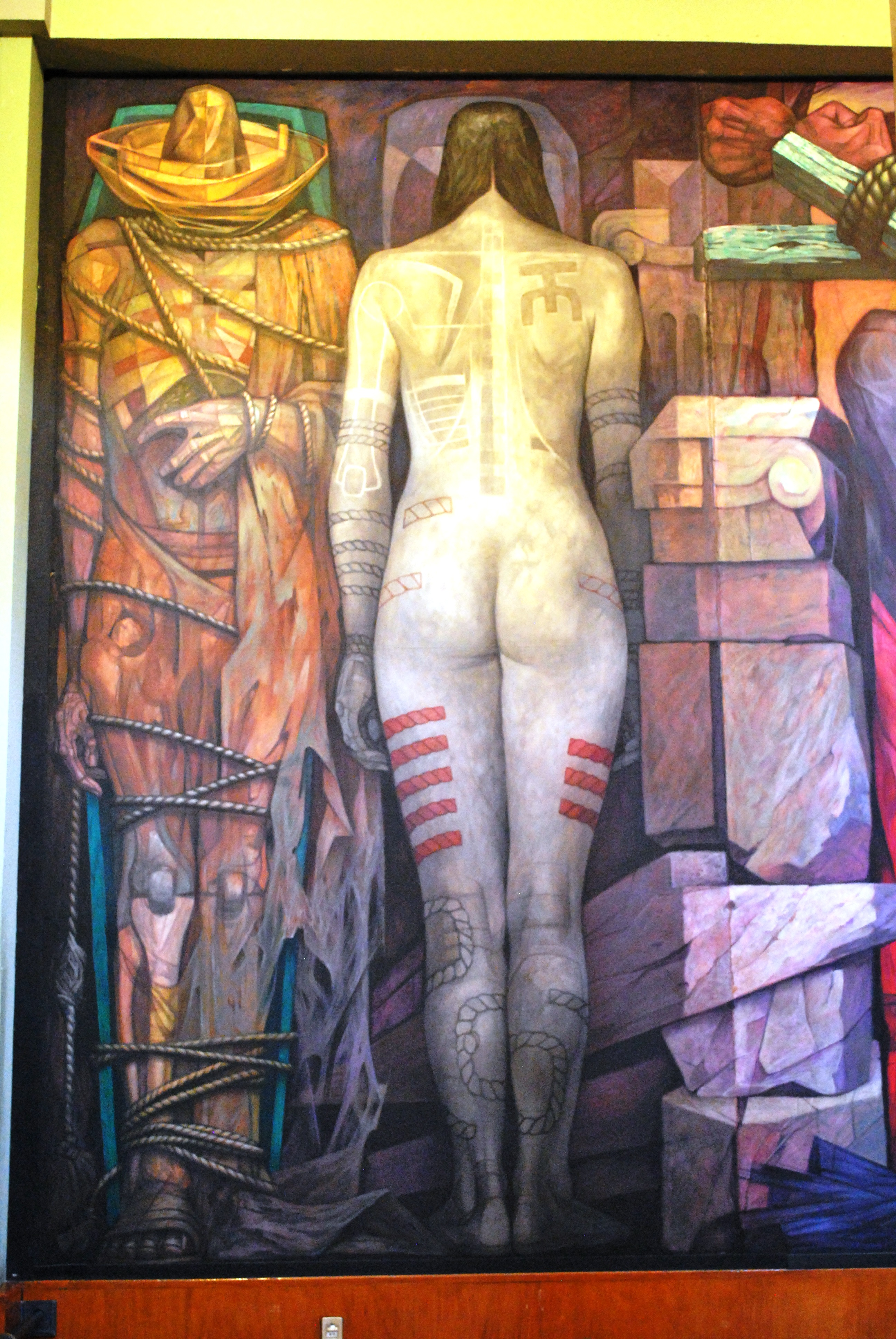
Фрагмент стінопису «Вивільнення», Хорхе Гонсалес Камарена, Палац красних мистецтв, Мехіко